# MBC 창작동요제
MBC 창작동요제는 1983년에 시작되어 2010년에 폐지된 대한민국 최초의 동요제이다. MBC 라디오 제작국이 주최하는 관계로 라디오 제작국의 심사를 통해 1, 2차 예심(악보와 테이프 심사)을 치른 후, 최종 결선은 5월 5일 어린이날에 MBC TV와 라디오(표준FM, FM4U)를 통해 생중계되었다. 어린이들의 마음 속에 꿈과 아름다움을 심어주고 순수하고 참신한 창작 동요를 발굴한다는 취지에 맞게 그 참가 대상을 초등학생 이하와 순수 동요 작사 작곡가로 제한하였다. 
그러나 대회가 거듭되면서 작품의 우수성보다는 인맥(정계, 재계, 학계 따위에서 형성된 사람들의 유대 관계)이 작용한다는 의문이 제기되고 중복 참가에다 서울과 부산 지역 학생들이 본선에 반 이상 참여하는 지역 편중과 순수 창작 동요제의 목적을 저해하는 폐단이 이곳저곳에서 나타나기 시작하였다. 
결국 문제점을 검토하고 새로운 방안을 연구하기 위해 MBC 라디오국은 2010년 제28회를 마지막으로 창작동요제는 결국 역사 속으로 사라지게 된다. 
제1회 대상곡 《새싹들이다》를 비롯하여 2회 《노을》, 3회 《즐거운 소풍길》, 4회 《종이접기》, 5회 《고향길, 섬마을》, 6회 《이슬》, 7회 《연날리기》, 8회 《봄, 수건돌리기》, 9회 《하늘나라 동화, 아기염소》, 10회 《부채춤, 화가》, 11회 《봄비》, 12회 《나의 친구, 꿀벌의 여행》, 13회 《내가 제일 좋아하는 말》, 예쁜 아기곰》, 14회 《네잎 클로버, 아기 다람쥐 또미》, 15회 《아빠 힘내세요》, 20회《풍금소리 노랫소리》, 23회 《함께 걸어 좋은 길》, 25회 《참 좋은 말》 등이 비교적 많이 알려진 수상곡들이며, 1회부터 28회까지 본선 진출곡 수는 402곡이고 초·중등 교과서에 20여 곡이 실려 있다.

## 역대 대상 수상곡
| 회차   | 연도   | 곡명                  | 작사     | 작곡                            | 노래                                                                          |
| ------ | ------ | --------------------- | -------- | ------------------------------- | ----------------------------------------------------------------------------- |
| 제1회  | 1983년 | 새싹들이다            | 좌승원   | 좌승원                          | 이수지(제주북국민학교 5학년)                                                  |
| 제2회  | 1984년 | 노을                  | 이동진   | 안호철 → 최현규                 | 권진숙(경기 평택성동국민학교 6학년)                                           |
| 제3회  | 1985년 | 즐거운 소풍길         | 이한숙   | 김창수                          | 안아원(서울 은혜국민학교 5학년)                                               |
| 제4회  | 1986년 | 종이접기              | 유경숙   | 김봉학                          | 신부로니(서울 은평국민학교 6학년)                                             |
| 제5회  | 1987년 | 고향길                | 김용섭   | 이종만                          | 황혜정, 정주영, 성경진(전남 여수 여도국민학교 5,6학년)                        |
| 제6회  | 1988년 | 이슬                  | 김동호   | 김동호                          | 이은파 외 5명(서울 충암국민학교 6학년)                                        |
| 제7회  | 1989년 | 연 날리기             | 권연순   | 한수성                          | 한지웅(경남 밀양 밀주국민학교 4학년)                                          |
| 제8회  | 1990년 | 봄                    | 윤석중   | 이성복                          | 전혜윤(경기 부천 오정국민학교 5학년)                                          |
| 제9회  | 1991년 | 하늘 나라 동화        | 이강산   | 이강산                          | 국은선(서울 청담국민학교 5학년)                                               |
| 제10회 | 1992년 | 부채춤                | 홍명희   | 홍명희                          | 신델라(서울 동일국민학교 6학년)                                               |
| 제11회 | 1993년 | 봄비                  | 전유순   | 이용수                          | 김유정(강원 강릉 노암국민학교 6학년)                                          |
| 제12회 | 1994년 | 나의 친구             | 나성     | 박영근                          | 박종진(전북 전주북국민학교 6학년)                                             |
| 제13회 | 1995년 | 내가 제일 좋아하는 말 | 정하나   | 정예경(서울 연천국민학교 6학년) | 정예경(서울 연천국민학교 6학년)                                               |
| 제14회 | 1996년 | 네 잎 클로버          | 박영신   | 박영신                          | 김채원, 김효빈, 유채화, 문채영                                                |
| 제15회 | 1997년 | 반딧불                | 이성관   | 정동수                          | 김민화(서울 계상초등학교 6학년)                                               |
| 제16회 | 1998년 | 오솔길                | 신지혜   | 이철근                          | 김안나(경남 사천 문천초등학교 6학년)                                          |
| 제17회 | 1999년 | 우리 풀꽃             | 곽혜숙   | 곽혜숙                          | 이든(서울 경기초등학교 5학년)                                                 |
| 제18회 | 2000년 | 우리 집은 동물원      | 박용진   | 허미경                          | 박혜령, 강다연, 권준혁, 김희연, 안종석(서울 경복초등학교)                     |
| 제19회 | 2001년 | 바람                  | 김종상   | 정동수                          | 최단(중국 연길 중앙소학교 6학년)                                              |
| 제20회 | 2002년 | 풍금소리 노랫소리     | 김원겸   | 백현주                          | 이규임(부산 혜화초등학교 5학년)                                               |
| 제21회 | 2003년 | 초생달                | 이슬기   | 주유미                          | 조연정(서울 계성초등학교 5학년)                                               |
| 제22회 | 2004년 | 맷돌                  | 김종영   | 홍재근                          | 신재은(서울 대곡초등학교 4학년)                                               |
| 제23회 | 2005년 | 함께 걸어 좋은 길     | 이경애   | 정보형                          | 김예빈, 이주연, 류혜란, 공정빈, 박소연, 이종현, 김수진, 이지윤                |
| 제24회 | 2006년 | 그 날을 위해          | 석광희   | 석광희                          | 이주연, 최서윤                                                                |
| 제25회 | 2007년 | 참 좋은 말            | 김완기   | 장지원                          | 강윤(경남 김해 경운초등학교 1학년)                                            |
| 제26회 | 2008년 | 어느 봄 날            | 황베드로 | 정희선                          | 김선진(서울 한양초등학교 4학년)                                               |
| 제27회 | 2009년 | 아빠 사랑해요         | 조은별   | 정재원                          | 엄지원(경기 성남 분당초등학교 3학년)                                          |
| 제28회 | 2010년 | 왜 이렇게 덥지?       | 김정녀   | 김정녀                          | 아리새 중창단(권수민, 장민준, 최선아, 정소현, 권수현, 최승연, 박예원, 장예서) |

## 개요

### 1983년
- 개요

MBC창작동요제의 역사적인 첫 대회. 대회 운영 방식은 거의 단순한 발표회 수준에 불과했으며, 녹화 방식으로 출연자들의 노래 부분들을 제외한 대부분의 장면들이 편집되어 방영되었다. 대부분 같은 국민학교에 다니는 선생님과 학생이 짝을 이루어서 출전했는데 선생님이 곡을 만들고, 그 곡을 학생이 부르는 취지의 대회로 출발했으며, 선생님이 지휘를, 학생이 노래를 부르는 방식으로 대회가 진행되었다(1번 작곡가와 가창자는 부녀 관계였음).
- 녹화 : 4월 30일(토요일)
- 방영 : 1983년 5월 5일(목요일) 오전 11:00(녹화방송)
- 사회 : 차인태, 홍광은
- 장소 : 리틀엔젤스예술회관

- 심사위원 :
  - 김공선(서울사대부국 교장)
  - 김규환(한국아동음악연구회장)
  - 박준식(서울시교육위원회 초등교육과장)
  - 유안진(서울대 가정대학 교수)
  - 정세문(한국동요작곡연구회장)
  - 최종진(문교부장학편수실 교육연구관)
  - 한용희(한국방송협회 기획운용부장)
  - 한상우(MBC FM 방송위원)
  - 이건영(MBC 라디오 제작국장)
  - 이대섭(MBC 편성국장)
  - 민용기(MBC 제작이사, 심사위원장)

- 시상내역 

  - 최우수상 1곡 : 상금 50만원, 상패, 문교부장관(이규호)상, 피아노 1대(주 서진 제공)
  - 금상 1곡 : 상금 30만원, 상패
  - 은상 1곡 : 상금 20만원, 상패
  - 동상 2곡 : 각각 상금 10만원, 상패
  - 장려상 3곡 : 각각 상금 5만원, 상패

- 참가팀 : 총 256곡이 예선에 응모 되어 22곡이 본선 진출(평균 경쟁률 11.63대 1)[6]

| 참가번호 | 곡명           | 작사   | 작곡                                    | 가창자                               | 비고     |
| -------- | -------------- | ------ | --------------------------------------- | ------------------------------------ | -------- |
| 1        | 시골길         | 김종상 | 허영회(서울 우촌국교 교사)              | 허아영(서울 우촌국교 4)              |          |
| 2        | 종이배         | 신언련 | 오영환(전북 완주 봉동국교 교사)         | 최문희(전북 완주 봉동국교 6)         |          |
| 3        | 나의 얼굴      | 이탄   | 조혜경(서울 면목국교 교사)              | 박윤정(서울 면목국교 6)              |          |
| 4        | 실비 오는 소리 | 임신행 | 조용덕(경남 마산 무학국교)              | 박은주(경남 마산 무학국교 6)         |          |
| 5        | 박꽃           | 엄기원 | 기청(서울 사대부속국교 교사)            | 이한진(서울 서래국교 6)              | 장려상   |
| 6        | 하늘로 바다로  | 김재원 | 방희자(인천 서화국교 교사)              | 최선혜(인천 서화국교 5)              | 동상     |
| 7        | 민들레꽃       | 윤춘병 | 이성진(충남 천안 성장국교 교사)         | 김태주(충남 천안 성장국교 6)         |          |
| 8        | 고향 그리워    | 김종환 | 김종환(서울 리라국교 교사)              | 신정혜(서울 리라국교 6)              | 동상     |
| 9        | 꿈나무         |        | 김중배(전남 광주교대 목포부속국교 교사) | 김남희(전남 광주교대 목포부속국교 5) |          |
| 10       | 고추잠자리     | 박희설 | 박희명(충북 제천 청천국교 교사)         | 박제성(서울 서초국교 6)              |          |
| 11       | 새싹들이다     |        | 좌승원(제주 남제주 성산국교 교사)       | 이수지(제주 남제주북국교 5)          | 최우수상 |
| 12       | 조국의 빛      | 김원경 | 김규명(서울 독립문국교 교사)            | 정준영 외 11명(서울 독립문국교 6)    | 장려상   |
| 13       | 여름           | 채명순 | 김진호(전북 장수 장계국교 교사)         | 최지영(전북 완주 봉동국교 6)         |          |
| 14       | 고운 꿈        | 김재원 | 정해옥(인천 축현국교 교사)              | 이지희(인천 축현국교 5)              | 장려상   |
| 15       | 학교길         | 박갑수 | 김기홍(강원 춘천교대부속국교 교사)      | 이은경(강원 춘천교대부속국교 5)      |          |
| 16       | 산 위에 오르면 | 김원식 | 홍기백(서울 면목국교 교사)              | 남경화(서울 면목국교 6)              |          |
| 17       | 5·6도          | 이국재 | 박봉렬(부산 동천국교 교사)              | 김계은, 나미숙(부산 동천국교 5,6)    | 은상     |
| 18       | 산길           | 황경자 | 황경자(대구 동대구국교 교사)            | 윤은주(대구 동대구국교 5)            |          |
| 19       | 청소의 노래    | 노상숙 | 신용식(전북 전주 동북국교 교사)         | 김정아(전북 전주 화산국교 6)         |          |
| 20       | 우리 엄마      | 이석현 | 류운형(충북 청주 청남국교 교사)         | 윤여훈, 김경아(충북 청주 청남국교 6) | 금상     |
| 21       | 구름 조각      | 사일로 | 고향옥(제주 남제주 난산국교 교사)       | 임재희(제주교대부속국교 6)           |          |
| 22       | 흰 구름 꽃구름 |        | 주기환(서울 중화국교 교사)              | 현숙경 외 10명(중창)                 |          |

### 1984년
- 개요

1924년 대한민국 최초의 동요인 반달이 탄생한지 60주년이 되는 해를 기념하여 84 MBC 어린이 특별기획이라는 명칭으로 진행된 회차. 이로 인해서 해당 동요를 만든 윤극영 선생의 인터뷰가 담기기도 하였다. 단순한 발표회 수준에 불과했던 1회 대회하고는 달리 축제 형식으로 화려해졌으며 대회가 대학가요제, 강변가요제 수준에 버금가는 수준으로 발전되었다.
- 방영일 : 1984년 5월 4일 (금) 오후 06:00 [생방송]
- 장소: 리틀엔젤스예술회관
- 사회: 변웅전, 홍광은

- 심사위원
  - 한용희(한국방송협회 기획운용부장)
  - 최영섭(세종대 음대교수)
  - 정세문(한국동요작곡 연구회장)
  - 유경환(조선일보 논설위원)
  - 최종진(문교부 장학편수실 교육연구원)
  - 임국희(방송인)
  - 엄정행(경희대 음대교수)
  - 김창제(MBC 라디오제작국장)
  - 표재순(MBC TV제작국장)
  - 이건영(MBC 편성국장)

- 시상내역
  - 최우수상 1팀 - 상금 100만원, 문교부장관상 , 대우로얄피아노 1대
  - 금 상 1팀 - 상금 70만원, 대우 더블데크카세트 1대
  - 은 상 1팀 - 상금 50만원, 대우 더블데크카세트 1대
  - 동 상 2팀 - 각각 상금 30만원, 대우 더블데크카세트 1대
  - 장려상 3팀 - 각각 상금 10만원, 대우 로얄벽시계
  - 참가상 - 기념패, 대우로얄벽시계

참가팀 : 총 151곡이 응모가 되어 1,2차 예선에 거쳐 본선에 18곡이 오름(평균 경쟁률 8.3대 1).

| 참가번호 | 곡명               | 작사   | 작곡                                    | 가창자                               | 비고     |
| -------- | ------------------ | ------ | --------------------------------------- | ------------------------------------ | -------- |
| 1        | 아기꿈             |        | 차주용(서울 개포국교 교사)              | 구수경(서울 개포국교 4)              |          |
| 2        | 우리들 세상        | 정해옥 | 정해옥(인천 축현국교 교사)              | 임유숙(인천 축현국교 4)              |          |
| 3        | 봄                 | 박영규 | 황형남(강원 삼척 소달국교 교사)         | 정은희(강원 삼척 소달국교 5)         |          |
| 4        | 오월의 숲속길      | 김진식 | 김종환(서울 리라국교 교사)              | 김현주, 박선희(서울 리라국교 6)      | 동상     |
| 5        | 나의 조개          |        | 황영숙(전북 부안 행안국교 교사)         | 곽문희(전북 전주 동북국교 5)         | 장려상   |
| 6        | 푸른 꿈을 키워가요 |        | 정윤환(강원 명주 사천국교 교사)         | 김성진(강원 강릉 포남국교 6)         | 장려상   |
| 7        | 끼리끼리           | 김종상 | 조순자(서울 보광국교 교사)              | 박소라, 노주희(서울 방배국교 6)      | 동상     |
| 8        | 들꽃               | 김진식 | 조용덕(경남 마산 무학국교 교사)         | 김소영(경남 마산 무학국교 4)         |          |
| 9        | 자랑스런 꿈나무    |        | 성백교(인천 교대 부속국교 교사)         | 이인구(인천 교대 부속국교 5)         |          |
| 10       | 소풍               | 김봉철 | 김봉철(서울 신양국교 교사)              | 조성인 외 11명(서울 신양국교 5)      | 금상     |
| 11       | 새싹들의 행진      | 김중배 | 김중배(전남 광주 교대목포부속국교 교사) | 조재익(전남 광주 교대목포부속국교 5) |          |
| 12       | 외갓집             | 김상욱 | 이성진(충남 천안 성정국교 교사)         | 강도영(충남 천안 성정국교 6)         |          |
| 13       | 끼리끼리           | 김종상 | 김석곤(전북 완주 동양국교 교사)         | 김영훈(전북 전주 덕진국교 5)         |          |
| 14       | 일기장             | 민상욱 | 김영래(서울 삼전국교 교사)              | 문경아(서울 삼전국교 5)              | 장려상   |
| 15       | 동무끼리           | 엄기원 | 이성복(서울 중화국교 교사)              | 이진아, 이선아(서울 중화국교)        |          |
| 16       | 노을               | 이동진 | 안호철(경기 평택 성동국교 교사)         | 권진숙(경기 평택 성동국교 6)         | 최우수상 |
| 17       | 무궁화동산         | 황경자 | 황경자(대구 동대구국교 교사)            | 박민정(대구 신암국교 6)              | 은상     |
| 18       | 별나라             | 이진호 | 정연택(경기 안양 삼성국교 교사)         | 김창희(경기 안양 삼성국교 6)         |          |

### 1985년
- 개요

본 대회는 본선진출자 중에 남학생 가창자가 단 한 사람도 없었다. 1,2회 대상 수상곡인 '새싹들이다'와 '노을'의 인기로 창작동요제에 대한 관심이 급부상했던 대회었고, 참가 어린이 인터뷰는 개그맨 김병조가, 그리고 특별무대 출연 게스트로 인기가수 조용필, 이선희 등이 출연하여 당시 대회의 위상을 증명하였다(1990년대 초까지만 해도 당시 인기 대중가수들 중에는 지금 가수들과는 달리 동요에 관심을 가진 가수들이 많았다). 
- 방영일 : 1985년 5월 5일 (일) 오후 06:30 [생방송]
- 장소: 호암아트홀
- 사회: 변웅전, 김보경

- 심사위원 :
- 김공선 (서울사대부국교 교장, 동요작곡가)
- 유경환 (조선일보 논설위원)
- 정세문 (한국동요작곡연구회장)
- 최종진 (문교부 장학편수실 교육연구관)
- 한용희 (한국음악교육협회 이사)
- 표재순 (MBC TV제작국장)
- 노영일 (MBC 교양제작국장)
- 김창제 (MBC 라디오제작국장)

- 시상내역
  - 최우수상 1팀 - 상금 100만원, 문교부장관상 , 대우로얄피아노 1대
  - 금 상 1팀 - 상금 70만원, 상패
  - 은 상 1팀 - 상금 50만원, 상패
  - 동 상 1팀 - 각각 상금 30만원, 상패
  - 장 려 상 3팀 - 각각 상금 10만원, 상패

- 참가팀 : 총 275곡이 응모가 되어 1, 2차 예심에 거쳐 본선에 15곡이 본선 무대에 진출
(역대 대회 중 유일하게 남학생 가창자가 단 한 사람도 없었다).

| 참가번호 | 곡명             | 작사   | 작곡                            | 가창자                                              | 비고     |
| -------- | ---------------- | ------ | ------------------------------- | --------------------------------------------------- | -------- |
| 1        | 즐거운 소풍길    | 이한숙 | 김창수(서울 은혜국교 교사)      | 안아원(서울 은혜국교 5)                             | 최우수상 |
| 2        | 박꽃             |        | 노영호(대전 판암국교 교사)      | 한지연(대전 판암국교 5)                             | 장려상   |
| 3        | 무궁화 동산      | 나성   | 김석곤(전북 완주 동양국교 교사) | 이정미(전북 완주 동양국교 5)                        |          |
| 4        | 5월에            | 서정슬 | 조순자(서울 보광국교 교사)      | 최은진(서울 보광국교 6)                             | 장려상   |
| 5        | 저 넓은 하늘     | 권연순 | 한수성(경남 밀양 송진국교 교사) | 신나리(경남 밀양 송진국교 6)                        |          |
| 6        | 수릿날(단오날)   | 정광식 | 고향옥(제주 서귀국교 교사)      | 고주영(제주 서귀국교 4)                             |          |
| 7        | 활짝 웃어라      | 김교현 | 정윤환(강원 강릉 명주국교 교사) | 안수진(강원 강릉 명주국교 4)                        | 동상     |
| 8        | 여름방학         | 김상순 | 김봉철(서울 명일국교 교사)      | 명일국민학교 합창단(윤희정 외 29명)                 | 금상     |
| 9        | 빨간 단풍잎      | 염양자 | 김남삼(전남 함평 손불서국 교사) | 이지아(광주 농성국교 5)                             |          |
| 10       | 무지개           | 유경환 | 박봉렬(부산 문현국교 교사)      | 정지윤(부산 향도병설국교 6) 김현정(부산 동성국교 3) |          |
| 11       | 구름에 꿈을 싣고 |        | 박혜정(서울 풍인국교 교사)      | 장소영(서울 풍인국교 6)                             |          |
| 12       | 가을빛           | 이진호 | 정연택(경기 안양 삼성국교 교사) | 이소정(경기 안양 비산국교 6)                        | 은상     |
| 13       | 어머니           |        | 권정원(경북 예천 동부국교 교사) | 우정희(경북 예천 동부국교 6)                        |          |
| 14       | 휘파람 불며불며  | 김진식 | 신상춘(강원 원주 명륜국교 교사) | 조정화(강원 원주 명륜국교 6)                        |          |
| 15       | 꿈동산           |        | 주기환(서울 중화국교 교사)      | 박진영(서울 중화국교 6) 한은희(같은 학교 5)         | 장려상   |

### 1986년
- 개요

MBC창작동요자 처음으로 어린이 심사위원에 의한 인기상을 뽑기 시작하였으며, '산마루에서'를 부른 박성원 학생이 그 최초 수상의 영예를 안게 되었다. 그리고 1등은 최우수상에서 대상으로 명칭이 바뀌었다.
- 방영 : 1986년 5월 5일 (일) 오후 06:30 [생방송]
- 장소 : 호암아트홀
- 사회 : 이윤철, 이미영

- 심사위원
  - 김공선 (서울사대부속국교 교장)
  - 김태현 (상명여대 음악과 교수)
  - 유덕희 (서울교대 음악교육과장)
  - 윤석중 (새싹회 회장)
  - 장익환 (MBC-TV 관현악단장)
  - 최종진 (문교부 장학편수실 교육연구관)
  - 한용희 (한국음악교육협회 이사)
  - 김광수 (MBC TV제작국장)
  - 김창제 (MBC 라디오제작국장)
  - 어린이심사위원단 20명 - 인기상 심사

- 시상내역
  - 대 상 1팀 - 상금 100만원, 문교부장관상 , 대우로얄피아노 1대
  - 금 상 1팀 - 상금 70만원, 상패, 대우로얄피아노 1대
  - 은 상 1팀 - 상금 50만원, 상패
  - 동 상 1팀 - 각각 상금 30만원, 상패
  - 장 려 상 3팀 - 각각 상금 10만원, 상패
  - 인 기 상 1팀 - 상금 10만원, 상패(중복수상 가능)

참가팀 : 총 155곡이 응모가 되어 예심에 거쳐 본선에 15곡이 오름(편균 경쟁률 10.3대 1).

| 참가번호 | 곡명           | 작사   | 작곡                                    | 가창자                                            | 비고         |
| -------- | -------------- | ------ | --------------------------------------- | ------------------------------------------------- | ------------ |
| 1        | 즐거운 하루    |        | 오건규(인천 동암국교 교사)              | 백장미(인천 동암국교 5)                           |              |
| 2        | 가을이 오면    | 김수연 | 김상순(서울 고덕국민학교 교사)          | 정종웅(서울 명일국민학교 5학년)                   |              |
| 3        | 5월 하늘에     | 김용섭 | 이종만(전남 여천 여도국민학교 교사)     | 강지나(전남 여천 여도국민학교 5학년)              | 장려상       |
| 4        | 숲속의 오솔길  | 김은숙 | 신상춘(강원 태백국교 교사)              | 함은정(강원 태백국교 6) 오종식(같은 학교 5) \|\|  |              |
| 5        | 가을선물       |        | 노영호(대전 판암국교 교사)              | 지선화(대전 변동국교 4)                           |              |
| 6        | 강물           | 최영재 | 기 청(서울대 사범대학부속국민학교 교사) | 정중은(서울대 사범대학부속국민학교 6학년)         |              |
| 7        | 산마루에서     | 신현득 | 김종한(부산 배영국민학교 교사)          | 박성원(부산 남성국민학교 5학년)                   | 은상, 인기상 |
| 8        | 숲속을 걸어요  | 유종슬 | 정연택(경기 안양 명학국민학교 교사)     | 김하린 외 11명(경기 안양 명학국민학교 5,6학년)    | 금상         |
| 9        | 산너머 마을    | 심의방 | 조경식(경남 마산 산호국민학교 교사)     | 고미선(경남 마산 산호국민학교 5학년)              |              |
| 10       | 산으로 가자    | 류근원 | 최인성(충북 중원 향산국민학교 교사)     | 경민호(충북 중원 향산국민학교 6학년)              |              |
| 11       | 아침           | 석영희 | 문원자(서울 방이국민학교 교사)          | 차유림, 이현주(서울 방이국민학교 5학년)           | 동상         |
| 12       | 내 고향 마을   | 정재일 | 양인석(경기 옹진 을왕국교 교사)         | 이소정(경기 옹진 용유국교 4)                      | 장려상       |
| 13       | 꽃이 웃는 소리 | 엄성기 | 김계영(강원 강릉 경포국교 교사)         | 심규미(강원 강릉국교 4)                           |              |
| 14       | 즐거운 일요일  | 나 성  | 김석곤(전북 완주 송광국교 교사)         | 문영화(전북 완주 송광국교 5), 유수화(같은 학교 4) | 장려상       |
| 15       | 종이접기       | 유경숙 | 김봉학(서울 은평국교 교사)              | 신부로니(서울 은평국교 6)                         | 대상         |

### 1987년
- 개요

노래가사가 자막으로 나오기 시작했다. 
그리고 참가번호 9번 송택동 선생님의 대치국교 합창단은 역대 단체 참가자 중 제일 많은 40여 명이었다.
- 방영 : 1987년 5월 5일 (화) 오후 06:20 [생방송]
- 장소 : 호암아트홀
- 사회 : 이윤철, 신현숙

- 심사위원
  - 김규환 (새노래회 회장)
  - 김명엽 (서울시립소년소녀합창단장)
  - 김태현 (상명여대 교수, 성악가)
  - 윤학원 (대우합창단 단장)
  - 채리숙 (중앙대 교수, 성악가)
  - 최종진 (문교부 교육연구관)
  - 한용희 (음악교육협회 이사)
  - 장두원 (MBC 라디오 제작국장)
  - 김성희 (MBC TV 제작국장)
  - 어린이 심사위원단 20명 (인기상 심사)

- 시상내역
  - 대 상 1팀 - 상금 100만원, 문교부장관상 , 피아노 1대, 제11회 세계어린이음악 훼스티발 출전
  - 금 상 1팀 - 상금 70만원, 상패, 피아노 1대
  - 은 상 1팀 - 상금 50만원, 상패
  - 동 상 1팀 - 각각 상금 30만원, 상패
  - 장 려 상 3팀 - 각각 상금 10만원, 상패
  - 인 기 상 1팀 - 상금 10만원, 상패(중복수상 가능)

참가팀 : 총 137곡이 응모가 되어 예심에 거쳐 본선에 15곡이 오름(평균 경쟁률 9대 1).

| 참가번호 | 곡명            | 작사   | 작곡                            | 가창자                                         | 비고   |
| -------- | --------------- | ------ | ------------------------------- | ---------------------------------------------- | ------ |
| 1        | 봄바람 따라     |        | 박성애(서울 경희국교 교사)      | 손은정(서울 경희국교 5학년)                    |        |
| 2        | 아지랭이        | 김종상 | 허만호(충남 홍성국교 교사)      | 이서로(충남 홍성국교 6)                        | 장려상 |
| 3        | 고향길          | 김용섭 | 이종만(전남 여수 여도국교 교사) | 황혜정, 정주영, 성경진(전남 여수 여도국교 5,6) | 대상   |
| 4        | 햇빛 비치면     | 김몽선 | 이재덕(대구 영신국민학교 교사)  | 이윤경(대구 영신국민학교 6학년)                |        |
| 5        | 섬마을          |        | 계훈복(대전 유천국교 교사)      | 이지영(대전 유천국교 6)                        | 금상   |
| 6        | 강아지          | 김종상 | 오상문(부산 연산국교 교사)      | 전지인(부산 남성국교 6)                        | 장려상 |
| 7        | 무지개          | 유인자 | 황형남(강원 삼척 풍곡국교 교사) | 박경미(강원 삼척국교 4)                        |        |
| 8        | 우리 꽃밭       | 이슬기 | 이미주(대구 계명국교 교사)      | 임나영(대구 대명국교 4)                        | 특별상 |
| 9        | 빛이 쌓이면     | 위영남 | 송택동(경남 마산 산호국교 교사) | 서울 대치국민학교 합창단(박지윤 외 44명)       | 은상   |
| 10       | 설날            |        | 김영희(경기 가평 조종국교 교사) | 최진옥(경기 가평 조종국민학교 5학년)           |        |
| 11       | 산길            | 문삼석 | 김태호(부산 낙동국교 교사)      | 김빛나라(부산 낙동국교 5)                      | 장려상 |
| 12       | 이슬방울        | 이귀자 | 이귀자(서울 공덕국교 교사)      | 김지영(서울 공덕국교 6)                        | 인기상 |
| 13       | 마중길          |        | 이명호(충북 예성국교 교사)      | 박종서(충북 예성국교 6)                        |        |
| 14       | 꿈              | 박순정 | 박영희(강원 강릉 강동국교 교사) | 박원철(강원 강릉 강동국교 6)                   | 장려상 |
| 15       | 푸른하늘 저멀리 | 권연순 | 한수성(경남 밀양 예림국교 교사) | 손경애, 이선경(경남 밀양 예림국교 5,6)         | 동상   |

### 1988년
- 개요

본 대회부터는 작곡자의 자격이 국민학교(현 초등학교) 교사뿐 아니라, 중, 고등학교 교사, 특수학교 교사로 확대됨
- 방영 : 1988년 5월 5일 (목) 오후 06:20 [생방송]
- 장소: 호암아트홀
- 사회: 이수만, 최정선

- 심사위원
  - 김성균 (숭의여전 교수)
  - 김창완 (가수)
  - 엄정행 (성악가)
  - 윤학원 (대우합창단 지휘자)
  - 이순영 (문교부 편수관)
  - 좌승원 (신제주국교 교사, 제1회 대상 수상)
  - 최영섭 (작곡가)
  - 김성희 (MBC-TV 제작국장)
  - 유제국 (MBC 라디오국장)
  - 형진한 (MBC 편성이사)
  - 어린이 심사위원단 20명- 인기상 심사

- 시상내역
  - 대 상 1팀 - 상금 100만원, 문교부장관상 , 피아노 1대
  - 금 상 1팀 - 상금 70만원, 상패, 피아노 1대
  - 은 상 1팀 - 상금 50만원, 상패
  - 동 상 1팀 - 각각 상금 30만원, 상패
  - 장 려 상 3팀 - 각각 상금 10만원, 상패
  - 인 기 상 1팀 - 상금 10만원, 상패(중복수상 가능)

- 참가팀 : 총 150여 곡이 응모가 되어 예심, 본선에 거쳐 결선에 15곡이 오름(평균 경쟁률 10.1대 1).

| 참가번호 | 곡명                    | 작사   | 작곡                              | 가창자                                  | 비고         |
| -------- | ----------------------- | ------ | --------------------------------- | --------------------------------------- | ------------ |
| 1        | 시골길                  | 김동희 | 허만호(충남 홍성 서부국교 교사)   | 최혜정(충남 홍성 결성국교 6)            |              |
| 2        | 놀이터                  | 김란아 | 정운룡(부산 서동국교 교사)        | 황보선경(부산 서동국교 6)               |              |
| 3        | 이슬                    | 김동호 | 김동호(서울 충암국교 교사)        | 이은파 외 5명(서울 충암국교 6)          | 대상         |
| 4        | 내 마음속에 들리는 소리 | 양기정 | 양기정(경남 마산 창신중학교 교사) | 허순우(경남 창원 용남국민학교 6학년)    | 장려상       |
| 5        | 봄이 오는 동구밖        | 김정자 | 김정자(경기 남양주 조안국교 교사) | 오유정(경기 남양주 덕소국교 6)          |              |
| 6        | 동그란 세상             | 서정슬 | 문원자(서울 송파국민학교 교사)    | 이서진, 김정아(서울 신천국민학교 5학년) |              |
| 7        | 비                      | 이슬기 | 김석곤(전북 완주 송광국교 교사)   | 유수화(전북 완주 송광국교 6)            | 금상         |
| 8        | 꽃노래                  | 윤석중 | 서동석(대전 봉산중 교사)          | 나종원 외 14명(서울 영신국교 5,6)       | 은상         |
| 9        | 이슬눈                  | 김원기 | 이용수(강원 명주 왕산중 교사)     | 곽하영(강원 강릉 남강국교 4)            |              |
| 10       | 고추잠자리              | 임형훈 | 임부웅(부산 당리국교 교사)        | 권보라(부산 광남국교)                   |              |
| 11       | 바다의 행진             | 이진호 | 이덕기(전북 진안 월포국교 교사)   | 임선미(전북 전주국교 6)                 | 동상, 인기상 |
| 12       | 노래하는 산새           |        | 추일호(서울 홍대부속국교 교사)    | 김예인(서울 홍대부속국교 6)             | 장려상       |
| 13       | 비오는 날               | 조명제 | 김종한(부산 부전국교 교사)        | 조은령(부산 동성국교)                   | 장려상       |
| 14       | 빨간 고무풍선           |        | 이재형(강원 원주 단계국교 교사)   | 조나영 외 5명(강원 원주 단계학교)       |              |
| 15       | 언덕에 오르면           | 장영철 | 정금자(강원 강릉 남강국교 교사)   | 김선경(강원 강릉 남강국교 6)            |              |

### 1989년
MBC창작동요제는 1회 대회 때부터 참가자가 노래를 부를 때 선생님이 지휘를 했었는데, 본 대회부터 참가선생님들은 모두 지휘를 안 하고 그냥 지켜보는 것으로 대회 방식이 바뀌었다.
- 방영 : 1989년 5월 5일 (금) 오후 06:20 [생방송]
- 장소 : 호암아트홀
- 사회 : 이수만, 김은주

- 심사위원
  - 김동호 (제6회 창작동요제대상수상자, 충암국교 교사)
  - 김창완 (작곡가)
  - 엄정행 (경희대 성악과교수, 성악가)
  - 유병무 (선화예고 음악부장)
  - 이만방 (숙명여대 작곡과 교수)
  - 이순영 (문교부 교육연구사)
  - 이대섭 (MBC편성이사)
  - 김성희 (MBC TV제작국장)
  - 김정환 (MBC라디오제작국장)
  - 어린이합창단인원 20명 - 인기상 심사(어린이 심사위원)

- 시상내역
  - 대 상 1팀 - 상금 100만원, 문교부장관상 , 피아노 1대
  - 금 상 1팀 - 상금 80만원, 상패, 피아노 1대
  - 은 상 1팀 - 상금 60만원, 상패
  - 동 상 1팀 - 각각 상금 40만원, 상패
  - 장 려 상 3팀 - 각각 상금 20만원, 상패
  - 인 기 상 1팀 - 상금 20만원, 상패(중복수상 가능)

참가팀 : 총 124여곡이 응모가 되어 예심, 본선에 거쳐 결선에 15곡이 오름(평균 경쟁률 8.2대 1).

| 참가번호 | 곡명                     | 작사   | 작곡                             | 가창자                            | 비고   |
| -------- | ------------------------ | ------ | -------------------------------- | --------------------------------- | ------ |
| 1        | 푸른 산                  | 김은숙 | 김은숙(경기 구리 인창국교 교사)  | 지은주(경기 구리 인창국교 6)      |        |
| 2        | 잠자리 가족              | 이 연  | 송택동(서울 관악국교 교사)       | 유혜민(서울 대치국교 5)           | 장려상 |
| 3        | 우리 까치야              | 이희철 | 오영환(전북 완주 이성국교 교사)  | 신선화 외 3명(전북 전주 송천국교) |        |
| 4        | 나도 할 수 있어요        | 신은희 | 신은희(경북 포항제철동국교 교사) | 이정아(경북 포항제철동국교 5학년) |        |
| 5        | 해                       | 신현득 | 오상문(부산 연산국교 교사)       | 조승모(부산 동성국교 6)           |        |
| 6        | 맑고 고운 무지개         |        | 추일호(서울 홍대부속국교 교사)   | 유지영(서울 홍대부속국교 5)       | 장려상 |
| 7        | 숨바꼭질                 | 최석규 | 문원자(서울 송파국교 교사)       | 김수경 외 5명(서울 송파국교 6)    |        |
| 8        | 아이들은                 | 선 용  | 정윤환(서울 숭의국교 교사)       | 김미은(서울 숭의국교 6)           |        |
| 9        | 봄마중                   | 엄성기 | 박봉렬(부산 문현국교 교사)       | 박미선(부산 동성국교 4)           |        |
| 10       | 맞아맞아                 | 김교현 | 김태호(부산 배정국교 교사)       | 정원이(부산 배정국교 4)           | 동상   |
| 11       | 연날리기                 | 권연순 | 한수성(경남 밀양 예림국교 교사)  | 한지웅(경남 밀양 밀주국교 4)      | 대상   |
| 12       | 숲속의 노래              |        | 주기환(서울 망우국교 교사)       | 최린, 김혜정(서울 망우국교 5)     | 은상   |
| 13       | 시골집                   | 전유순 | 이용수(강원 강릉 동해중 교사)    | 이연재(강원 강릉 노암국교)        | 인기상 |
| 14       | 가을                     | 최복현 | 안동은(강원 홍천국교 교사)       | 김현희, 정은숙(강원 홍천국교 6)   | 금상   |
| 15       | 일곱소리 빛깔 무지개나라 |        | 이순형(경기 안양 삼성국교 교사)  | 신소연(경기 안양 삼성국교 5)      | 장려상 |

### 1990년
- 개요

MBC 창작동요제는 리허설 전 출전 학생들의 긴장을 풀어주거나 진행을 흥미롭게 이끌기 위해 출연자를 인터뷰하였다. 
그런데 사전에 인터뷰 내용을 미리 맞춘다는 얘기가 나왔는지 본 대회에서는 참가자들이 질문을 직접 뽑아서 답변을 했다.  
하지만 출연자들의 자연스러운 답변은커녕 오히려 전혀 예상치 못한 갑작스런 질문에 당황하는 바람에 제대로 답변을 못하는 경우가 빈번했다.
방영일 : 1990년 5월 5일 (토) 오후 06:20 [생방송]

장소: 호암아트홀

사회: 이수만, 왕영은 

심사위원 :

김창완 (가수, 작곡가)

윤학원 (중앙대교수, 합창지휘자)

엄정행 (경희대교수, 성악가)

이순영 (문교부 장학편수관)

정세문 (숙명여대교수, 작곡가)

최영섭 (작곡가)

황병훈 (한국교육개발원 연구원)

이창식 (MBC TV제작국 부국장)

김정환 (MBC 라디오국장)

이대섭 (MBC 편성이사)

어린이 심사위원 20명 (한국해양소년단 10명, 한국어린이탐험대 10명)- 인기상 심사

시상내용 : 

대 상 1팀 - 상금 100만원, 문교부장관상 , 피아노 1대

금 상 1팀 - 상금 80만원, 상패, 피아노 1대

은 상 1팀 - 상금 60만원, 상패

동 상 1팀 - 상금 40만원, 상패

장 려 상 3팀 - 각각 상금 20만원, 상패

인 기 상 1팀 - 상금 20만원, 상패(중복수상 가능)

참가팀 : 총 151곡이 응모가 되어 예심, 본선에 거쳐 결선에 15곡이 오름(평균 경쟁률 10대1).

| 참가번호 | 곡명             | 작사   | 작곡                                   | 가창자                                 | 비고         |
| -------- | ---------------- | ------ | -------------------------------------- | -------------------------------------- | ------------ |
| 1        | 맑게 개인날엔    | 임옥순 | 장동수(경기 수원 파장국민학교 교사)    | 박운정 외 5명(경기 수원 파장국민학교)  | 장려상       |
| 2        | 이슬열매         | 김인숙 | 송택동(서울 관악국민학교 교사)         | 윤주현(서울 관악국민학교)              | 은상         |
| 3        | 내짝             | 양인석 | 양인석(경기 수원 신곡국민학교 교사)    | 서영란(경기 수원 신곡국민학교)         |              |
| 4        | 마음             | 이성은 | 이성은(경북 안동 대흥국민학교 교사)    | 이신정(경북 안동 서부국민학교)         | 동상         |
| 5        | 종이배           | 김삼진 | 리장언(광주 교대부설국민학교 교사)     | 최윤정(광주 교대부설국민학교)          |              |
| 6        | 봄바람 등을 타고 | 문원자 | 문원자(서울 송파국민학교 교사)         | 오나경, 김수란(서울 송파국민학교)      |              |
| 7        | 겨울나무         | 김진식 | 윤종철(부산 동성국민학교 교사)         | 옥승희(부산 광남국민학교)              |              |
| 8        | 함께 살아요      | 정경은 | 정경은(충북 충주 숭덕국민학교 교사)    | 강희영 외 3명 (충북 충주 숭덕국민학교) |              |
| 9        | 그네             | 이희규 | 양순구(경남 진주교대부설국민학교 교사) | 박권일(경남 진구교대부설국민학교)      |              |
| 10       | 시골 정거장      | 박영일 | 박영일(충남 천안농업고등학교 교사)     | 박수진(충남 천안국민학교)              |              |
| 11       | 봄               | 윤석중 | 이성복(서울 구의국민학교 교사)         | 전혜윤(경기 부천 오정국민학교)         | 대상         |
| 12       | 겨울밤           | 이명호 | 이명호(충북 충주 삼원국민학교 교사)    | 박기연(충북 충주 대림국민학교)         |              |
| 13       | 내짝궁           | 재해만 | 노홍준(부산 태종대국민학교 교사)       | 이보람(부산 남성국민학교)              | 장려상       |
| 14       | 즐거운 하이킹    | 주기환 | 주기환(서울 망우국민학교 교사)         | 김진숙(서울 망우국민학교)              | 장려상       |
| 15       | 수건돌리기       | 전유순 | 이용수(강원 동해중학교 교사)           | 엄영승(강원 강릉 주문국민학교)         | 금상, 인기상 |

### 1991년
방영일 : 1991년 5월 5일 (일) 오후 05:10 [생방송]

장소: 호암아트홀

사회: 이문세, 김은주 

심사위원 :

강미자 (경남대교수, 성악가)

박인수 (서울대교수, 성악가)

윤학원 (선명회어린이합창단 음악감독, 합창지휘자)

엄정행 (경희대교수, 성악가)

이순영 (문교부장학편수실, 연구사)

정세문 (숙명여대교수, 작곡가)

최영섭 (작곡가)

박명구 (MBC 라디오국장)

이창식 (MBC TV제작 부국장)

어린이 심사위원 20명 (한국 보이스카우트, 걸스카우트 연맹단원) - 인기상심사

시상내용 : 

대 상 1팀 - 상금 150만원, 교육부장관상, 해외여행 (가창학생 1명 - 장학금 50만원)

금 상 1팀 - 상금 100만원, 상패, 해외여행

은 상 1팀 - 상금 80만원, 상패

동 상 1팀 - 각각 상금 60만원, 상패

장 려 상 3팀 - 각각 상금 30만원, 상패

인 기 상 1팀 - 상금 30만원, 상패(중복수상 가능)

참가팀 : 총 150곡이 응모가 되어 예심, 예심, 본선에 거쳐 결선에 15곡이 오름(평균 경쟁률 10.1대 1).

| 참가번호 | 곡명               | 작사   | 작곡                                   | 가창자                                          | 비고         |
| -------- | ------------------ | ------ | -------------------------------------- | ----------------------------------------------- | ------------ |
| 1        | 참 예쁜 무지개야   | 김교현 | 정운룡(부산 장전국민학교 교사)         | 박민경, 허아름(부산 광남국민학교 6학년)         |              |
| 2        | 싱그러운 아침      | 이강산 | 홍명희(서울 방배국민학교 교사)         | 강정윤(서울 방배국민학교 5학년)                 |              |
| 3        | 하늘나라 동화      | 이강산 | 이강산(서울 한국어린이선교신학교 교사) | 국은선(서울 청담국민학교 5학년)                 | 대상         |
| 4        | 신바람             | 허만호 | 허만호(충남 홍성 덕명국민학교 교사)    | 박효비(충남 홍성 덕명국민학교 5학년)            |              |
| 5        | 밝은 나무 숲 심자  | 이재기 | 임명식(인천 도화여자중학교 교사)       | 김혜경 외 3명(인천 만수북국민학교 6학년)        |              |
| 6        | 아기염소           | 이해별 | 이순형(경기 안양 석수 국민학교 교사)   | 박은주(경기 안양 석수국민학교 3학년)            | 금상, 인기상 |
| 7        | 별 이야기          | 박순정 | 황연순(강원 평창 횡계국민학교 교사)    | 김영미 외 7명(강원 명주 사천국민학교 6학년)     |              |
| 8        | 산골길 바닷길      | 이희규 | 양순구(경남 진주교대부설국민학교 교사) | 전선영(경남 진주교대부설국민학교 4학년)         | 장려상       |
| 9        | 하나가 되자        | 진동주 | 진동주(서울 계남국민학교 교사)         | 김형모(서울 우면국민학교 5학년)                 | 장려상       |
| 10       | 봄을 그리는 도화지 | 박근철 | 김남삼(전남 함평 손불동국민학교 교사)  | 박현영(광주 백운국민학교 6학년)                 |              |
| 11       | 어여쁜 친구        | 박명진 | 송택동(서울 관악국민학교 교사)         | 조문희(서울 중대부속국민학교 5학년)             | 장려상       |
| 12       | 윷놀이             | 전유순 | 이용수(강원 강릉주문진여자중학교 교사) | 엄영승(강원 강릉 주문국민학교 6학년)            | 은상         |
| 13       | 바다               | 윤일광 | 김정자(경기 남양주 덕소국민학교 교사)  | 박미란 외 2명(경기 남양주 덕소국민학교 5,6학년) | 동상         |
| 14       | 노래 부르자        | 이슬기 | 정윤환(서울 숭의국민학교 교사)         | 백소연(서울 삼선국민학교 6학년)                 |              |
| 15       | 숲 속은 즐거워     | 이명호 | 이성동(서울 가동국민학교 교사)         | 이진영, 이다영(서울 가동국민학교 5학년)         |              |

### 1992년
- 개요

MBC 창작동요제 10주년 기념, 10주년 기념의 음반 및 악보집이 출시되었다. 그리고 최초로 오프닝을 대중가수 이선희와 MBC 어린이 합창단의 합동 무대로 꾸몄으며, 유일하게 참가 팀들을 오프닝 무대를 했던 이선희가 소개하고, 사회자까지 소개했던 이례적인 동요제이었다.
방영일 : 1992년 5월 5일 (화) 오후 06:10 [생방송]

장소: 호암아트홀

사회: 최수종, 황선숙 

심사위원 :

김공선 (작곡가)

류덕희 (서울교대 교수)

윤학원 (중앙대 교수)

이건용 (서울대 교수, 작곡가)

이순영 (교육부 교육연구사)

정동희 (한양대 교수, 성악가)

최창권 (서울예전 교수, 작곡가)

최호룡 (MBC라디오국장)

이재휘 (MBC-TV제작부국장)

어린이 심사위원 20명 (우주소년단)- 인기상심사

시상내용 : 

대 상 1팀 - 상금 150만원, 상패, 교육부장관상 , 해외여행 (가창학생 1명 - 장학금 50만원)

금 상 1팀 - 상금 100만원, 상패, 해외여행

은 상 1팀 - 상금 80만원, 상패

동 상 1팀 - 각각 상금 60만원, 상패

장 려 상 3팀 - 각각 상금 30만원, 상패

인 기 상 1팀 - 상금 30만원, 상패(중복수상 가능)

참가팀 : 예심, 본선에 거쳐 결선에 15곡이 오름.

| 참가번호 | 곡명              | 작사     | 작곡                                    | 가창자                                                             | 비고   |
| -------- | ----------------- | -------- | --------------------------------------- | ------------------------------------------------------------------ | ------ |
| 1        | 아기구름          | 송지선   | 송택동(서울 관악국민학교 교사)          | 한원정(서울 대치국민학교 6학년)                                    |        |
| 2        | 새봄              | 권숙자   | 권숙자(대구 계성국민학교 교사)          | 윤성희(대구 계성국민학교 6학년)                                    | 금상   |
| 3        | 널뛰기            | 송영규   | 송영규(대전 천동국민학교 교사)          | 이미정(대전 천동국민학교 6학년)                                    |        |
| 4        | 이렇게 살아가래요 | 정용원   | 차영희(서울 리라국민학교 교사)          | 김동빈, 박신영(서울 리라국민학교 5학년)                            | 동상   |
| 5        | 둥글둥글 친구야   | 이순덕   | 김남삼(전남 함평손불동국민학교 교사)    | 김겨울(광주 봉주국민학교 6학년)                                    | 장려상 |
| 6        | 들국화            | 안갑상   | 안갑상(서울 천동국민학교 교사)          | 김은정(충북 청주 덕벌국민학교 5학년)                               |        |
| 7        | 함 들어오는 날    | 김옥배   | 이명호(충북 충주 삼원국민학교 교사)     | 곽현영(충북 충주 남한강국민학교 4학년)                             | 장려상 |
| 8        | 새벽 산길에서     | 황정아   | 황정아(서울 홍제국민학교 교사)          | 최은실(서울 녹번국민학교 6학년)                                    | 장려상 |
| 9        | 비                | 이슬기   | 주기환(서울 계남국민학교 교사)          | 주리, 최병호, 김담희, 안성화(서울 삼전국민학교/경수국민학교 4학년) | 인기상 |
| 10       | 빗방울            | 양순구   | 양순구(경남 진주교대부속국민학교 교사)  | 전선영(경남 진주교대부속국민학교 5학년)                            |        |
| 11       | 화가              | 이강산   | 이강산(한국어린이선교신학교 교사)       | 안선희(경기 성남 하원국민학교 5학년)                               | 은상   |
| 12       | 어깨동무          | 전래동요 | 오상문(부산 금성국민학교 교사)          | 정문정, 한주연, 신휘정(부산 사하국민학교 6학년)                    |        |
| 13       | 겨울밤            | 송호남   | 김석곤(전북 무주동국민학교 교사)        | 이주신(전북 무주동국민학교 5학년)                                  |        |
| 14       | 부채춤            | 홍명희   | 홍명희(서울 미성국민학교 교사)          | 신델라(서울 동일국민학교 6학년)                                    | 대상   |
| 15       | 옛날 이야기       | 전유순   | 이용수(강원 강릉 주문진여자중학교 교사) | 김이경(강원 강릉 포남국민학교 5학년)                               |        |

### 1993년
방영일 : 1993년 5월 5일 (수) 오후 05:10 [생방송]

장소: 호암아트홀

사회: 이문세, 황선숙 

심사위원 :

김공선 (작곡가)

백남옥 (경희대 성악과 교수)

신영조 (한양대 성악과 교수)

윤학원 (중앙대 음악과 교수)

이순영 (교육부 연구관)

조용필 (가수)

최영섭 (한국 작곡가회 회장)

최호룡 (MBC라디오국장)

차인태 (MBC편성이사)

어린이심사위원 30명 (한국소년탐험대)

시상내용 : 

대 상 1팀 - 상금 150만원, 상패, 교육부장관상 , 해외여행 (가창학생 1명 - 장학금 50만원)

금 상 1팀 - 상금 100만원, 상패, 해외여행

은 상 1팀 - 상금 80만원, 상패

동 상 1팀 - 각각 상금 60만원, 상패

장 려 상 3팀 - 각각 상금 30만원, 상패

인 기 상 1팀 - 상금 30만원, 상패(중복수상 가능)

참가팀 : 300여곡이 출품되어 예심, 본선에 거쳐 결선에 15곡이 오름(평균 경쟁률 20대 1).

| 참가번호 | 곡명          | 작사   | 작곡                                         | 가창자                                                                                         | 비고           |
| -------- | ------------- | ------ | -------------------------------------------- | ---------------------------------------------------------------------------------------------- | -------------- |
| 1        | 우산속의 요정 | 김남삼 | 김남삼(전남 광주교대 목포 부속국민학교 교사) | 정지연(대전 신평국민학교 5학년)                                                                |                |
| 2        | 농악          | 신순애 | 김수경(서울 상원국민학교 교사)               | 조숙경(서울 상원국민학교 5학년)                                                                |                |
| 3        | 호숫가에서    | 엄기원 | 정재일(서울 세곡국민학교 교사)               | 이미정(경기 수원 정자국민학교 5학년)                                                           |                |
| 4        | 봄비          | 전유순 | 이용수(강원 강릉 주문진여자중학교 교사)      | 김유정(강원 강릉 노암국민학교 6학년)                                                           | 대상           |
| 5        | 숲속의 하루   | 김범영 | 김범영(서울 이대부속국민학교 교사)           | 한빛어린이합창단(김윤이 외 19명)                                                               | 동상           |
| 6        | 즐거운 우리집 | 권숙자 | 권숙자(대구 계성국민학교 교사)               | 서예홍(대구 계성국민학교 6학년)                                                                |                |
| 7        | 바람개비      | 김혜선 | 김혜선(강원 강릉 남산국민학교 교사)          | 조호나(강원 강릉국민학교 6학년)                                                                | 장려상         |
| 8        | 들로 산으로   | 장영옥 | 주기환(서울 경수국민학교 교사)               | 김보경(서울 경수국민학교 6학년) 주 리(서울 삼전국민학교 5학년) 김민지(서울 경수국민학교 4학년) |                |
| 9        | 너무 몰라요   | 엄성기 | 오상문(부산 금성국민학교 교사)               | 이동현(부산 남천국민학교 6학년)                                                                |                |
| 10       | 눈 내린 마을  | 박수진 | 김애경(서울 창신국민학교 교사)               | 최유진(서울 경기국민학교 5학년)                                                                |                |
| 11       | 널뛰기        | 우덕상 | 우덕상(경남 하동 쌍계국민학교 교사)          | 마산국악동요합창단(백윤미 외 14명)                                                             | 장려상         |
| 12       | 학교가는 길   | 김종영 | 송영규(대전 천동국민학교 교사)               | 박미나(대전 천동국민학교 5학년)                                                                |                |
| 13       | 별과 꽃       | 이태선 | 이성동(서울 수색국민학교 교사)               | 이지윤(서울 세륜국민학교 6학년)                                                                | 은상           |
| 14       | 푸른산 푸른들 | 진동주 | 진동주(서울 계남국민학교 교사)               | 김현주(서울 계남국민학교 5학년)                                                                | 금상           |
| 15       | 바람새        | 이순형 | 이순형(경기 안산 고잔국민학교 교사)          | 김현이(대구 효성국민학교 5학년)                                                                | 장려상, 인기상 |

### 1994년
방영일 : 1994년 5월 5일 (목) 오후 05:10 [생방송]

장소: 호암아트홀

사회: 이문세, 박소현 

심사위원 :

김성균 (동요작곡가)

김수정 (아기공룡 둘리 만화가)

김미숙 (탤런트)

서우석 (서울대 작곡가 교수)

백남옥 (경희대 음대교수)

김창완 (텔런트,가수)

이순영 (교육부 연구관)

김일수 (MBC라디오국장)

차인태 (MBC편성이사)

어린이 심사위원

시상내용 : 

대 상 1팀 - 상금 150만원, 상패, 교육부장관상 , 해외여행

금 상 1팀 - 상금 100만원, 상패

은 상 1팀 - 상금 80만원, 상패

동 상 1팀 - 각각 상금 60만원, 상패

장 려 상 3팀 - 각각 상금 30만원, 상패

인 기 상 1팀 - 상금 30만원, 상패(중복수상 가능)

참가팀 : 예심, 본선에 거쳐 결선에 14곡이 오름.

| 참가번호 | 곡명            | 작사     | 작곡                                            | 가창자                                    | 비고         |
| -------- | --------------- | -------- | ----------------------------------------------- | ----------------------------------------- | ------------ |
| 1        | 북소리          | 장시몬   | 우덕상(울산 남목국민학교 교사)                  | 배지현 외 8명(부산 남지국민학교 6학년 외) | 장려상       |
| 2        | 봄맞이          | 이영숙   | 이영숙(서울 대조국민학교 교사)                  | 정예경(서울 연천국민학교 5학년)           |              |
| 3        | 미술시간        | 이소현   | 안갑상(서울 천동국민학교 교사)                  | 강지희(서울 동구로국민학교 6학년)         |              |
| 4        | 언니의 꽃       | 김영기   | 고세실리아(제주 신제주국민학교 교사)            | 김경혜(제주 신제주국민학교 6학년)         |              |
| 5        | 여름하늘        | 김원겸   | 김혜경(서울 평화국민학교 교사)                  | 하정윤(서울 신길국민학교 6학년)           |              |
| 6        | 휘파람 불며     | 조영일   | 김정재(광주 용봉국민학교 교사)                  | 김영경, 김아영(광주 용봉국민학교 6학년)   | 장려상       |
| 7        | 가끔은          | 박상규   | 김남삼(전남 목포 광주교대목포부속국민학교 교사) | 박지현(광주교대부속국민학교 4학년)        |              |
| 8        | 안개            | 황베드로 | 이성동(서울 수색국민학교 교사)                  | 최정윤(서울 경복국민학교 5학년)           | 장려상       |
| 9        | 꿀벌의 여행     | 이해별   | 이순형(경기 안산 고잔국민학교 교사)             | 이주미(대구 범일국민학교 4학년)           | 금상, 인기상 |
| 10       | 나의 친구       | 나 성    | 박영근(전북 완주 동양국민학교 교사)             | 박종진(전북 전주북국민학교 6학년)         | 대상         |
| 11       | 시골하루        | 권연순   | 한수성(부산 남성국민학교 교사)                  | 이아람(부산 남성국민학교 5학년)           | 동상         |
| 12       | 팔려나온 강아지 | 선 용    | 정삼화(부산 학장국민학교 교사)                  | 윤선영(부산 배정국민학교 6학년)           |              |
| 13       | 동무생각        | 권숙자   | 권숙자(대구 계성국민학교 교사)                  | 김은진(대구 계성국민학교 5학년)           |              |
| 14       | 농악            | 신현목   | 김봉학(서울 계성국민학교 교사)                  | 김세희 외 4명(서울 계성국민학교)          | 은상         |

### 1995년
- 개요

원래 15팀이 본선에 올라와야 했지만, 한 팀이 참가자격 문제가 발생하여 빠지게 되는 바람에 14팀이 본선 경합을 펼쳤다. 
이후 그 다음 창작동요제부터는 작곡자의 참가자격이 학교 선생님에서 대학 교수, 일반인으로까지 확대되었다. 
방영일 : 1995년 5월 5일 (금) 오후 04:00 [생방송]

장소: 호암아트홀

사회: 이문세, 박소현 

심사위원 :

김남윤 (한국종합예술학교 교수)

정채봉 (동화작가)

좌승원 (1회 대상곡 작곡가)

노영심 (작곡가, 가수)

최불암 (탤런트)

백남옥 (경희대 음대교수, 성악가)

유수열 (문화방송 TV제작국장)

김일수 (문화방송 라디오국장)

어린이 심사위원 10명 (그린스카웃, 어린이에게 새생명을 출연자)

시상내용 : 

대 상 1팀 - 상금 150만원, 상패, 교육부장관상

금 상 1팀 - 상금 100만원, 상패

은 상 1팀 - 상금 80만원, 상패

동 상 1팀 - 각각 상금 60만원, 상패

장 려 상 3팀 - 각각 상금 30만원, 상패

인 기 상 1팀 - 상금 30만원, 상패(중복수상 가능)

입 상 - 상패
참가팀 : 예심, 본선에 거쳐 결선에 15곡이 오름.

| 참가번호 | 곡명                      | 작사   | 작곡   | 가창자                                                       | 비고           |
| -------- | ------------------------- | ------ | ------ | ------------------------------------------------------------ | -------------- |
| 1        | 꽃인형 아가씨             | 이해별 | 이순형 | 노래둥지 중창단 (대구)                                       |                |
| 2        | 예쁜 아기곰               | 조원경 | 조원경 | 안지현(부산 광남국민학교 6학년)                              | 장려상, 인기상 |
| 3        | 내가 제일 좋아하는 말     | 정하나 | 정예경 | 정예경(서울 연천국민학교 6학년)                              | 대상           |
| 4        | 부모님 사랑               | 박용진 | 박용진 | 박성진(경기 안양 부흥국민학교 6학년)                         |                |
| 5        | 푸른 꿈                   | 김범영 | 김범영 | 이대부속 초등학교 합창단 (서울 이화여대 사범대부속 국민학교) | 동상           |
| 6        | 소나무는 산을 푸르게 한다 | 김삼진 | 정동수 | 최지연(광주 각화국민학교 6학년)                              |                |
| 7        | 별 내리는 들길에서        | 김혜선 | 김혜선 | 위승주(강원 강릉 남산국민학교 6학년)                         | 장려상         |
| 8        | 첫눈                      | 박순정 | 정연택 | 이주현(경기 안산 본오국민학교 6학년)                         |                |
| 9        | 내가 만일 새가 된다면     | 민현숙 | 신은상 | 최다혜(서울 행림국민학교 6학년)                              |                |
| 10       | 코스모스                  | 최향숙 | 김종덕 | 김보임(경남 김해 진영대흥국민학교 5학년)                     |                |
| 11       | 잠자리 날개               | 이준관 | 노명희 | 박혜영(경기 과천 청계국민학교 5학년)                         |                |
| 12       | 그 얼마나 고마우냐        | 윤석중 | 김정철 | 작은평화 예술단                                              | 장려상         |
| 13       | 시골여행                  | 백남구 | 김형자 | 김하나(전북 김제국민학교 6학년)                              | 금상           |
| 14       | 크레파스의 꿈             | 김종영 | 박혜정 | 박예현(서울 대현국민학교 6학년)                              |                |
| 15       | 숲 속 길                  | 문원자 | 문원자 | 한빛 어린이 중창단                                           | 은상           |

### 1996년
- 개요

유난히 중창, 합창팀이 강세를 보였던 대회. 
참고로 1996년부터 국민학교가 초등학교로 명칭이 바뀌게 되었다.
방영일 : 1996년 5월 5일 (일) 오후 03:50 [생방송]

장소: 호암아트홀

사회: 신동엽, 허수경 

심사위원 :

장창환 (서울교대 교수)

이순영 (교육부 연구관)

백남옥 (성악가)

이창식 (MBC예술단 상무)

정채봉 (동화작가)

안호철 (동요 '노을' 작곡가)

이수지 (제1회 MBC창작동요제 대상수상자)

김일수 (MBC라디오 국장)

어린이 심사위원 (서울 연희초등학교 축구부)

시상내용 : 

대 상 1팀 - 상금 200만원, 상패, 교육부장관상

금 상 1팀 - 상금 120만원, 상패

은 상 1팀 - 상금 100만원, 상패

동 상 1팀 - 각각 상금 80만원, 상패

장 려 상 3팀 - 각각 상금 50만원, 상패

인 기 상 1팀 - 상금 50만원, 상패(중복수상 가능)

본선참가팀 - 기념패
참가팀 : 예심, 본선에 거쳐 결선에 15곡이 오름.

| 참가번호 | 곡명               | 작사   | 작곡   | 가창자                                                                 | 비고         |
| -------- | ------------------ | ------ | ------ | ---------------------------------------------------------------------- | ------------ |
| 1        | 내 동생            | 장순필 | 한지영 | 임지원, 김지윤                                                         |              |
| 2        | 사랑하는 내 친구야 | 박애숙 | 박애숙 | 전은영                                                                 |              |
| 3        | 노래하는 숲속      | 손영옥 | 진동주 | 박서영, 박은총, 백선호, 박지영, 전주현, 채주연 (서울 교대부설초등학교) | 금상         |
| 4        | 수채화 같은 세상   | 박용진 | 박용진 | 나하림                                                                 |              |
| 5        | 흰 구름            | 박귀영 | 박귀영 | 황민우                                                                 |              |
| 6        | 아기 다람쥐 또미   | 한예찬 | 조원경 | 한빛 어린이 중창단                                                     | 은상         |
| 7        | 바닷가에서         | 박수진 | 김애경 | 이빛나                                                                 | 장려상       |
| 8        | 고무줄놀이         | 김혜선 | 김혜선 | 김효주                                                                 |              |
| 9        | 오솔길             | 김원겸 | 김정철 | 작은평화 예술단                                                        | 동상, 인기상 |
| 10       | 꿈나무             | 조무근 | 정연택 | 안준섭                                                                 | 장려상       |
| 11       | 우리의 보물섬 독도 | 임도연 | 이인영 | 이소영                                                                 |              |
| 12       | 들 놀이 산 놀이    | 박수진 | 이영수 | 정윤선                                                                 |              |
| 13       | 네 잎 클로버       | 박영신 | 박영신 | 김채원, 김효빈, 유채화, 문채영                                         | 대상         |
| 14       | 꼴지의 사계절      | 김은미 | 김신혜 | 조민아                                                                 |              |
| 15       | 알 수 있잖아       | 김옥배 | 이명호 | 신나라, 이진영                                                         | 장려상       |

### 1997년
- 개요

경제가 어려워지기 시작하던 시대적 배경 때문인지 경제살리기에 대한 설문조사 등이 있는 것이 눈에 띈다. 이후 MBC 창작동요제의 단골이 되는 인물들이 첫 출전 하는 등 창작동요제에 참가하는 작곡가들의 세대교체가 보이기 시작하는 대회였다. 노래 가창자 중에는 시각장애가 있는 한주연 양이 출연했다.
방영일 : 1997년 5월 5일(월요일) 오후 05:00 [생방송]

장소: 호암아트홀

사회: 이문세, 김수정 

심사위원 :

김창수(제3회 MBC창작동요제 대상곡 작곡자)

손숙(연극인)

신귀복(동요 작곡가, 공진중학교 교장)

정채봉(동화 작가, 샘터사 편집장)

안아원(제3회 대상곡 가창자, 연세대학교 교육과 4학년)

이순영(교육부 인문과학 편수관실)

임웅균(성악가, 한국예술종합학교 교수)

이건세(MBC라디오 제작국장)

어린이 심사위원 12명(수원 기독초등학교 '푸르미') - 인기상 심사

시상내용 : 

대 상 1팀 - 상금 200만원, 상패, 교육부장관상

금 상 1팀 - 상금 120만원, 상패

은 상 1팀 - 상금 100만원, 상패

동 상 1팀 - 각각 상금 80만원, 상패

장 려 상 3팀 - 각각 상금 50만원, 상패

인 기 상 1팀 - 상금 50만원, 상패(중복수상 가능)

본선참가팀 - 기념패
참가팀 : 예심, 본선에 거쳐 결선에 15곡이 오름.

| 참가번호 | 곡명                  | 작사   | 작곡   | 가창자                                                                                        | 비고         |
| -------- | --------------------- | ------ | ------ | --------------------------------------------------------------------------------------------- | ------------ |
| 1        | 우리 학교 운동장      | 김범영 | 김범영 | 장은수(서울 아주초등학교 3학년)                                                               | 장려상       |
| 2        | 단짝 친구             | 엄철수 | 엄철수 | 임지원(서울 재명초등학교 4학년)                                                               |              |
| 3        | 아빠 힘내세요         | 권연순 | 한수성 | 김원경, 한은정, 이선주, 박계라, 김영지, 박유나(부산 남성초등학교/교내 수화로 노래하는 합창단) |              |
| 4        | 피아노                | 이강산 | 이강산 | 김가희(서울 경희초등학교 3학년)                                                               |              |
| 5        | 줄넘기                | 류동일 | 류동일 | 김지혜, 하승희, 최유미, 정동진(전북 정읍동초등학교 4·6학년)                                   | 장려상       |
| 6        | 이슬 방울             | 김종상 | 이규영 | 이정민(서울 한양초등학교 5학년)                                                               |              |
| 7        | 돌 하르방             | 장승련 | 김희정 | 최문경, 최정인, 김여수, 서태원, 옥재혁, 감상윤(부산 토성초등학교 6학년 외)                    | 동상         |
| 8        | 꿈 속의 여행          | 진동주 | 진동주 | 한주현(서울 맹학교 6학년)                                                                     | 은상, 인기상 |
| 9        | 5월이 오면            | 맹미호 | 맹미호 | 최문희, 이은진, 이혜경, 이고은, 김민희, 최현주(충남 당진 계성초등학교 5·6학년)                |              |
| 10       | 어디 호랑이 장가 가나 | 윤상환 | 윤상환 | 윤선아(전북 군산 경포초등학교 4학년)                                                          |              |
| 11       | 푸른 세상 만들기      | 석광희 | 석광희 | 이다정, 배혜정(울산 상진초등학교 5학년)                                                       |              |
| 12       | 반딧불                | 이성관 | 정동수 | 김민화(서울 계상초등학교 6학년)                                                               | 대상         |
| 13       | 예쁜 입 미운 입       | 엄성기 | 최영규 | 정지원(서울 구룡초등학교 3학년) 김수민(서울 구룡초등학교 4학년)                               | 장려상       |
| 14       | 꿈의 세상             | 최정연 | 박수연 | 김한나(부산 강동초등학교 5학년)                                                               |              |
| 15       | 들판으로 달려가자     | 선용   | 백현주 | 김수정, 김유리, 최병서, 석경훈(부산 금정초등학교, 부산 장서초등학교 6학년 외)                 | 금상         |

### 1998년
- 개요

그 이전 대회들에 비해 대중들에게 많이 알려지지 않은 게 아쉬울 정도로 좋은 곡들이 많은 회차였다.
그리고 이미 출전 어린이들이 대도시 중심으로 바뀐 창작동요제에서 여러 화려한 컨셉의 출전 팀들을 제치고 사천 바닷가 초등학교에서 올라온 수수한 김안나 학생이 대상의 영예를 안은 것도 인상 깊었다. 참고로 금상곡을 부른 이경주 학생은 본인이 재학 중이던 사립학교 경복초등학교의 교복을 그대로 입고 나왔다.
MBC 창작동요제 처음으로 수화방송이 시작되었으며, 본 수화방송은 19회부터 폐지되었다. 금상을 수상한 이경주 학생은 가사 전체의 율동을 수화로 준비했고 수화가 겹치자 2절부터 수화 방송이 꺼졌다. 당시 반응이 매우 좋았고 방송 후 이 노래의 수화까지 외우려는 어린이들로 인해 많은 부모님들이 방송을 녹화한 테이프를 구하려고 노력했었다.
방영일 : 1998년 5월 5일 (화) 오후 03:00 [생방송]

장소: 호암아트홀

사회: 이휘재, 김은주 

심사위원 :

김광민 (동덕여대 교수)

손순남 (성악가)

신귀복 (동요작곡가)

엄정행 (경희대 음대학장)

이순영 (교육부 연구관)

이혜민 (작곡가)

장창환 (서울교대 명예교수)

정채봉 (샘터사 주간, 동화작가)

이건세 (MBC라디오국장)

부천 부인초등학교 적십자단 15명 - 어린이 인기상심사

시상내용 : 

대 상 1팀 - 상금 200만원, 상패, 교육부장관상

금 상 1팀 - 상금 120만원, 상패

은 상 1팀 - 상금 100만원, 상패

동 상 1팀 - 각각 상금 80만원, 상패

장 려 상 3팀 - 각각 상금 50만원, 상패

인 기 상 1팀 - 상금 50만원, 상패(중복수상 가능)

참가팀 : 총 331곡이 예선에 거쳐 결선에 15곡이 오름(평균 경쟁률 22.06대 1).

| 참가번호 | 곡명            | 작사   | 작곡   | 가창자                                                                      | 비고         |
| -------- | --------------- | ------ | ------ | --------------------------------------------------------------------------- | ------------ |
| 1        | 내 동생 걸음마  | 김길웅 | 김길웅 | 송은혜(서울 연가초등학교 6학년)                                             | 장려상       |
| 2        | 빨간 안경 속엔  | 채은진 | 채은진 | 강은비, 김다은, 김한용, 오하나, 손혜정, 노세훈 (서울 숭미초등학교 5학년 외) | 장려상       |
| 3        | 오솔길          | 신지혜 | 이철근 | 김안나(경남 사천 문선초등학교 6학년)                                        | 대상         |
| 4        | 꽃처럼 하얗게   | 박수진 | 김애경 | 김현정(서울 은석초등학교 5학년)                                             | 동상         |
| 5        | 이슬            | 이경하 | 이은정 | 이경하(경북 청도 칠곡초등학교 4학년) 전혜현(대구 효명초등학교 4학년)        |              |
| 6        | 붕어빵          | 신정수 | 김정아 | 최영경(서울 인수초등학교 6학년)                                             |              |
| 7        | 미소            | 이순덕 | 김남삼 | 김수경(서울 상명초등학교 6학년)                                             |              |
| 8        | 선생님          | 함은지 | 함은지 | 정지원(서울 가동초등학교 6학년)                                             | 장려상       |
| 9        | 크레파스 세상   | 석광희 | 석광희 | 강윤광(울산 녹수초등학교 5학년)                                             |              |
| 10       | 노래숲의 아이들 | 이중화 | 이중화 | 김한나, 김나영, 이서경, 정현경, 권소라, 송예슬 (부산 강동초등학교 6학년 외) | 은상, 인기상 |
| 11       | 작은소원        | 백지연 | 백지연 | 박세희(서울 잠원초등학교 4학년)                                             |              |
| 12       | 동화속의 꿈나라 | 류동일 | 류동일 | 김진희, 송유미, 최혜주, 남새봄, 이가은, 이유림 (전북 정읍초등학교 6학년)    |              |
| 13       | 가장 예쁜 손    | 한예찬 | 김혜선 | 김채린(울산 화정초등학교 5학년)                                             |              |
| 14       | 누가 살까       | 곽혜숙 | 곽혜숙 | 이경주(서울 경복초등학교 6학년)                                             | 금상         |
| 15       | 아빠는 대장     | 양은혜 | 양은혜 | 김선주(서울 대현초등학교 5학년) 이은혜(서울 송전초등학교 5학년)             |              |

### 1999년
대상을 수상한 곽혜숙 작곡가는 전 회차인 제 16회 MBC 창작동요제 금상 수상자이다.
대상곡이 후에 표절 논란? 시비가 있었다. 일부 음악가라고 기사가 났지만, 이 전 수상자 중 하나인 동료 동요 작곡가 K씨가 편지로 주최측과 신문사들에 의혹을 제기했었다. 이에 대해 작곡가 황철익 선생님을 비롯한 전문가들의 의견상 대응 가치가 없다고 결론내며 금상 수상 후 다음해에 바로 대상을 수상하는 후배에 대한 질투로 일어난 해프닝으로 일단락되었다. 
현재 대상을 수상한 이든 학생은 이탈리아와 미국에서 피아노와 성악을 전공 후 이탈리아에서 지휘자로 활동중이며 2021년 세계적인 지휘 콩쿨인 브장송 콩쿨에서 한국인 최초로 특별상을 수상하였다. 동요제를 준비할 당시 이든 학생의 목소리가 워낙 우렁차서 작곡자가 애초에 느리고 여성적으로 구상해 작곡한 곡을 빠르고 행진곡 스타일로 변형했다는 일화가 있다. 

방영일 : 1999년 5월 5일 (수) 오후 05:00 [생방송]

장소: 호암아트홀

사회: 김승현, 방현주 

심사위원 :

강화자 (성악가, 연세대교수)

신귀복 (동요작곡가)

엄정행 (성악가, 경희대교수)

윤상열 (한국작곡가회 회장)

이순영 (교육부 연구관)

이종만 (전남대 음대 교수, 5회 대상자)

이혜민 (작곡가)

최성근 (MBC라디오 국장)

중국 연변TV '꽃봉우리 합창단' 10명 - 인기상심사

시상내용 : 

대 상 1팀 - 상금 200만원, 상패, 교육부장관상

금 상 1팀 - 상금 120만원, 상패

은 상 1팀 - 상금 100만원, 상패

동 상 1팀 - 각각 상금 80만원, 상패

장 려 상 3팀 - 각각 상금 50만원, 상패

인 기 상 1팀 - 상금 50만원, 상패(중복수상 가능)

참가팀 : 총 314곡이 예선에 거쳐 결선에 15곡이 오름(평균 경쟁률 20.93대 1).

| 참가번호 | 곡명               | 작사   | 작곡   | 가창자 | 비고         |
| -------- | ------------------ | ------ | ------ | --- | ------------ |
| 1        | 살랑 바람 부는 날  | 김범영 | 김범영 | 이용지, 안태경 (서울 연희초등학교 4학년)                                                                                        |              |
| 2        | 뒷 동산에 서면     | 노혜경 | 우경숙 | 전영선(부산 신곡초등학교 6학년)                                                                                                 | 장려상       |
| 3        | 손잡고 달려가 보자 | 박성규 | 박혜정 | 조푸름, 김나래, 김성민, 김성아, 박유나, 소병란, 정태은 (서울 당서초등학교 5학년 외)                                             |              |
| 4        | 나무의 노래        | 최갑순 | 김동신 | 하윤진, 김지원, 우현지, 정유리, 정유빈, 정유진 (울산 동평초등학교 6학년 외)                                                     |              |
| 5        | 시계는 호수        | 선 용  | 서지혜 | 민윤홍(서울 신학초등학교 6학년)                                                                                                 |              |
| 6        | 우리 풀꽃          | 곽혜숙 | 곽혜숙 | 이 든(서울 경기초등학교 5학년)                                                                                                  | 대상         |
| 7        | 나의 방            | 김형주 | 오희섭 | 신희연, 김현아, 송예슬, 이연지 (부산 다선초등학교 4학년 외)                                                                     | 장려상       |
| 8        | 토끼풀             | 이순형 | 이순형 | 노래패 예쁜아이들 이찬혁, 김민태, 김정현, 이충희, 오승환, 전병수, 유정원 정주연, 이명현, 조상은, 이예진, 주보민, 이정훈, 주희정 | 은상         |
| 9        | 발자국             | 석광희 | 석광희 | 강현아, 김은녀, 박민지, 박하나 (울산 삼신초등학교 6학년 외)                                                                     |              |
| 10       | 봄 볕              | 최만조 | 정희선 | 노지연(서울 한양초등학교 4학년)                                                                                                 |              |
| 11       | 소중한 이름        | 박수진 | 김애경 | 박세희(서울 잠원초등학교 5학년)                                                                                                 |              |
| 12       | 가을들판           | 김형주 | 이나영 | 박샛별, 강민영, 안예슬, 이현지, 정민영, 조지현 (부산 하남초등학교 6학년 외)                                                     | 금상         |
| 13       | 여름방학           | 구경모 | 구경모 | 한정아, 강석현, 곽새롬, 김영운, 남예원, 양지민, 정은수 (부산 남성초등학교 6학년 외)                                             |              |
| 14       | 나의 친구 아빠     | 한예찬 | 박미진 | 이용범(서울 대길초등학교 6학년)                                                                                                 | 동상, 인기상 |
| 15       | 초록여행           | 김연옥 | 김연옥 | 아롱다롱 중창단 구영미, 김다운, 김륜희, 김아름, 박은경, 이희라 장상현, 조운경, 진보람, 진성호, 최은비, 최하영                   | 장려상       |

### 2000년
방영일 : 2000년 5월 5일 (금) 오후 05:00 [생방송]

장소 : 호암아트홀

사회 : 박광현, 방현주 

심사위원 :

채인선 (아동문학가)

우제곤 (예성출판사)

백창우 (동요작곡가)

김동규 (성악가)

석문주 (인천교대 음악교육과 교수)

김대원 (교육부 교육정책과 연구사)

신종인 (MBC예능국장)

최성근 (MBC라디오국장)

어린이 심사위원 10명 (환경운동연합 푸름이 기자단) - 인기상심사

시상내용 : 

대 상 1팀 - 상금 200만원, 상패, 교육부장관상

금 상 1팀 - 상금 150만원, 상패

은 상 1팀 - 상금 100만원, 상패

동 상 1팀 - 각각 상금 80만원, 상패

장 려 상 3팀 - 각각 상금 50만원, 상패

인 기 상 1팀 - 상금 50만원, 상패(중복수상 가능)

참가팀 : 총 350여곡이 예선에 거쳐 결선에 15곡이 오름(평균 경쟁률 23대 1).

| 참가번호 | 곡명                 | 작사   | 작곡   | 가창자 | 비고   |
| -------- | -------------------- | ------ | ------ | --- | ------ |
| 1        | 매미                 | 최갑순 | 김신혜 | 우현지, 류나리, 정유리, 정유빈(울산 삼신초등학교 외)                                                                                |        |
| 2        | 그리운 고향          | 권연순 | 한수성 | 최서경(부산 남성초등학교) | 장려상 |
| 3        | 5월이 오면           | 이기경 | 이기경 | 권정은, 김다혜, 이아람, 이지혜(서울 거원초등학교 외)                                                                                | 금상   |
| 4        | 아름다운 산          | 방윤식 | 방윤식 | 이예니(인천 석정초등학교) |        |
| 5        | 우리 집은 동물원     | 박용진 | 허미경 | 박혜령, 강다연, 권준혁, 김희연, 안종석(서울 경복초등학교)                                                                           | 대상   |
| 6        | 가을 스케치          | 유재봉 | 유재봉 | 정윤혜(대전 성천초등학교) | 장려상 |
| 7        | 보물찾기             | 김형주 | 이나영 | 신성우, 김균나, 김효진, 박소현, 염지인, 허홍준(부산 다선초등학교 외)                                                                | 장려상 |
| 8        | 여름 냇가            | 정일근 | 최은아 | 천지민(울산 녹수초등학교) |        |
| 9        | 종이배               | 이슬기 | 이철근 | 최재원(경남 진주교대부속초등학교)                                                                                                   |        |
| 10       | 무지개 마음          | 이은하 | 이은하 | 강민영, 김민정, 김희진, 박선영, 정은주(부산 남성초등학교 외)                                                                        |        |
| 11       | 고향길               | 도리천 | 서은정 | 이예진(울산 약사초등학교) |        |
| 12       | 가보고 싶다          | 정동수 | 정동수 | 최 단(중국 연길중앙소학교) | 인기상 |
| 13       | 나의 희망            | 이강산 | 이강산 | 김진영(서울 신학초등학교) | 동상   |
| 14       | 하얀나라(독립기념관) | 안지현 | 박은미 | 김지현, 이해진, 최언탁, 최형주(충남 공주 유구초등학교 외)                                                                           |        |
| 15       | 들꽃 이야기          | 박은주 | 박은주 | 노희정, 강지연, 김다은, 박규현, 박선명, 박정은, 안지형, 우정희, 윤지영, 최세희(울산 삼신초등학교 외/울산문화방송 어린이합창단 단원) | 은상   |

### 2001년
- 개요

제2회 대회(1984년) 이후 17년 만에 리틀엔젤스 예술회관에서 개최되었다.
17회 대회 꽃봉우리 합창단 일원으로 축하공연을 했던 연변동포 최단 학생은 18회 대회에서 가창자로 출연하여 인기상을 수상한데 이어 본 대회에서는 대상의 영예를 안았다. 
그리고  대상의 영예를 안은 작곡가 정동수 선생님은 MBC 창작동요제에서 두 번이나 대상의 영예를 안은 최초의 작곡가로 기록되었다. 
방영일 : 2001년 5월 5일 (토) 오후 03:00 [생방송]

장소: 리틀엔젤스 예술회관

사회: 정선희, 박광현 

심사위원 :

김대원 (교육인적자원부 연구사)

유병무 (동요작곡가)

김동성 (작곡가)

백남옥 (성악가)

김창완 (방송인)

장태연 (MBC예능국 부장)

이기호 (MBC라디오 국장)

인디언헤드 외국인학교 어린이들 - 인기상 심사

시상내용 : 

대 상 1팀 - 상금 200만원, 상패, 교육부장관상

금 상 1팀 - 상금 150만원, 상패

은 상 1팀 - 상금 100만원, 상패

동 상 1팀 - 각각 상금 80만원, 상패

장 려 상 3팀 - 각각 상금 50만원, 상패

인 기 상 1팀 - 상금 50만원, 상패(중복수상 가능)

참가팀 : 총 300여곡이 예선에 거쳐 결선에 15곡이 오름.

| 참가번호 | 곡명               | 작사   | 작곡   | 가창자 | 비고         |
| -------- | ------------------ | ------ | ------ | --- | ------------ |
| 1        | 딸국질 왈츠        | 이태성 | 이태성 | 조효정, 황주호, 김지형, 김은미, 이수정 (부산 하남초등학교 6학년 외)                                        |              |
| 2        | 별                 | 이슬기 | 오현주 | 강경화(대구 대천초등학교 6학년)                                                                            |              |
| 3        | 등산               | 채은진 | 채은진 | 이주훈, 이지혜, 조은, 박소민, 이정연, 오수현, 안상진, 정아영 (경기 군포 궁내초등학교 6학년 외)             | 장려상       |
| 4        | 봄                 | 윤춘미 | 이은수 | 박미선(서울 반포초등학교 5학년)                                                                            | 동상         |
| 5        | 싱그러운 여름      | 박은주 | 석광희 | 박정은, 김보현, 김지환, 이영한 (울산 신정초등학교 6학년 외)                                                | 금상         |
| 6        | 오늘은 감 따는 날  | 이슬기 | 손정우 | 노래패 예쁜아이들 하석민, 현지연, 전민선, 정지수, 안정아, 오세린, 조성하 (경기 안양 귀인초등학교 6학년 외) | 은상, 인기상 |
| 7        | 노을이 잠드는 곳에 | 최경진 | 최경진 | 서다혜(경기 시흥 서촌초등학교 6학년)                                                                       |              |
| 8        | 꽃시계             | 김종영 | 장은미 | 이규임, 문아림, 박신영, 박수정, 최민정 (부산 해강초등학교 4학년 외)                                        | 장려상       |
| 9        | 참 잘했지          | 엄기원 | 정연택 | 임지은(서울 계성초등학교 5학년)                                                                            | 장려상       |
| 10       | 궁금이             | 유영미 | 이기경 | 염지인, 김효진, 허홍준, 박소현 (부산 다선초등학교 4학년 외)                                                |              |
| 11       | 바람               | 김종상 | 정동수 | 최 단(중국 연길 중앙소학교 6학년)                                                                          | 대상         |
| 12       | 내친구             | 정혜택 | 김경아 | 이하경(서울 경복초등학교 3학년)                                                                            |              |
| 13       | 내친구 예삐        | 이은하 | 이은하 | 신희연, 신성우 (부산 다선초등학교 6학년)                                                                   |              |
| 14       | 풀밭 친구들        | 김원겸 | 이종익 | 사공빈(서울 구룡초등학교 4학년)                                                                            |              |
| 15       | 개미가족           | 김교현 | 이은혜 | 박소언, 윤선영, 김현경, 김다은, 배민지, 임예빈 (부산 배정초등학교 3학년 외)                                |              |

### 2002년
- 개요

처음으로 수도권에서 벗어나 지방(춘천시)에서 대회가 개최되었으며, 중국 연변지역에서 장홍련 학생이 출전하여 연변동포학생이 3회 연속 출연하였다. 
연변지역 작곡자와 석광희 선생님은 개인사정으로 참석하지 못했으며, 창작동요제 20주년 기념대회로 진행되었다. 
방영일 : 2002년 5월 3일 (금) 오후 04:00 [생방송]

장소: 강원대학교 백령문화관(현 백령아트센터)

사회: 옥주현, 캔 

심사위원 :

정예경 (제13회 MBC창작동요제 대상 수상자)

예 민 (가수, 대중음악 작곡가)

최현수 (성악가, 한국예술종합학교 교수)

홍승찬 (한국예술종합학교 교수)

백남옥 (성악가, 경희대 음대교수)

이기호 (MBC라디오 본부장)

어린이심사위원 15명 (어린이 강원합창단) - 인기상심사

시상내용 : 

대 상 1팀 - 상금 200만원, 상패, 교육부장관상

금 상 1팀 - 상금 150만원, 상패

은 상 1팀 - 상금 100만원, 상패

동 상 1팀 - 각각 상금 80만원, 상패

장 려 상 3팀 - 각각 상금 50만원, 상패

인 기 상 1팀 - 상금 50만원, 상패(중복수상 가능)

참가팀 : 총 280여곡이 예선에 거쳐 결선에 15곡이 오름(평균 경쟁률 18.66대 1).

| 참가번호 | 곡명               | 작사   | 작곡   | 가창자 | 비고   |
| -------- | ------------------ | ------ | ------ | --- | ------ |
| 1        | 친구친구           | 윤세미 | 윤세미 | 김종욱, 박하은, 김예리, 백승훈 (서울 경희초등학교 5학년 외)                                                                                |        |
| 2        | 마음속의 무지개    | 김현석 | 김현석 | 사공빈(서울 구룡초등학교 5학년) |        |
| 3        | 통통배             | 김성태 | 김성태 | 김인정, 정다연 (경기 고양 일산백신초등학교 5학년)                                                                                          |        |
| 4        | 봄이 오는 산길     | 선 용  | 이중화 | 박수정, 윤서영, 김민지, 김효정, 박준희, 서정현 (부산 혜화초등학교 6학년 외)                                                                | 장려상 |
| 5        | 바다처럼           | 유재봉 | 유재봉 | 유별, 신다은, 윤나리, 권중연, 김세주, 이현승 (대전 복수초등학교 6학년 외)                                                                  | 금상   |
| 6        | 왼발 오른발        | 유경환 | 김애경 | 한빛어린이중창단 이예승, 구하연, 이강산, 김민지, 장민수, 이나경, 공소라, 김민정, 홍가영 (서울교대 부속초등학교 6학년 외)                   | 동상   |
| 7        | 우리 민족 친구들아 | 김학송 | 신 학  | 장홍련(중국 백산 실험소학교 5학년) |        |
| 8        | 풍금소리 노랫소리  | 김원겸 | 백현주 | 이규임(부산 혜화초등학교 5학년) | 대상   |
| 9        | 생일선물           | 이슬기 | 오현주 | 이시영(서울 포이초등학교 3학년) 김재원(서울 구룡초등학교 1학년)                                                                            | 인기상 |
| 10       | 봄친구             | 손민정 | 손민정 | 박신영(부산 동래초등학교 6학년) | 장려상 |
| 11       | 가을 바람이 살짝   | 이슬기 | 손정우 | 노래패 예쁜아이들 조성하, 오은혜, 김지홍, 가승진, 최수정, 이윤환, 김자은, 홍제희, 현나연, 정지윤, 정지민 (경기 안양 부림초등학교 6학년 외) | 장려상 |
| 12       | 우리들의 세상      | 윤지현 | 윤성희 | 윤지현(서울 경복초등학교 6학년) |        |
| 13       | 도라지꽃           | 박은주 | 석광희 | 이화진, 이지은, 정서연, 최윤지 (부산 광남초등학교 4학년 외)                                                                                |        |
| 14       | 아이와 자선냄비    | 김종영 | 최경진 | 최고은(경기 안양 박달초등학교 5학년) |        |
| 15       | 딱다구리           | 김종상 | 이성복 | 애기나리 중창단 김수지, 임수경, 박선아, 최수지, 최효빈, 차정은, 신슬아, 안세영, 박현아, 정수비, 박수민 (서울 천일초등학교 5학년 외)        | 은상   |

### 2003년
방영일 : 2003년 5월 5일 (월) 오후 03:20 [생방송]

장소: 건국대학교 새천년관 대공연장

사회: 신동진, 옥주현 

심사위원 :

김용택 (시인,교사 전북 임실 덕치초등학교)

방금주 (서울교대 음악과)

유병무 (동요작곡가,광주시립합창단 상임지휘자)

유희열 (작곡가,프로듀서)

최현수 (성악가,교수 한국예술종합학교)

우종범 (MBC라디오 본부장)

어린이 심사위원 21명 (청소년 적십자단) - 인기상 심사

시상내용 : 

대 상 1팀 - 상금 300만원, 상패

금 상 1팀 - 상금 200만원, 상패

은 상 1팀 - 상금 150만원, 상패

동 상 1팀 - 각각 상금 100만원, 상패

장 려 상 3팀 - 각각 상금 50만원, 상패

인 기 상 1팀 - 상금 50만원, 상패(중복수상 가능)

참가팀 : 총 300여곡이 1,2차예선에 거쳐 결선에 15곡이 오름(평균 경쟁률 20대 1).

| 참가번호 | 곡명                      | 작사   | 작곡                         | 가창자 | 비고   |
| -------- | ------------------------- | ------ | ---------------------------- | --- | ------ |
| 1        | 신바람 나는 날            | 박순정 | 이은혜                       | 김민진, 오소라, 정주희, 박이슬, 박귀단, 신정화, 신성욱, 한서희, 김주현 (부산 모덕초등학교 5학년 외)                   |        |
| 2        | 색종이 나라               | 최창엽 | 최창엽                       | 이가은(서울 상명초등학교 5학년)                                                                                       |        |
| 3        | 나의 소원                 | 유재봉 | 유재봉                       | 사공빈(서울 구룡초등학교 6학년)                                                                                       | 금상   |
| 4        | 귀염둥이 내동생           | 한예찬 | 이영란                       | 김재원(서울 구룡초등학교 2학년)                                                                                       | 장려상 |
| 5        | 무궁화 꽃이 피었습니다    | 백현정 | 백현정                       | 김태연, 윤호영, 강보경, 박신영, 이다예, 정소희, 김정선, 김은지, 정지혜 (안양 호원초등학교 2학년 외)                   |        |
| 6        | 보고픈 내친구             | 김리라 | 임성은                       | 김상운(부산 동래초등학교 6학년)                                                                                       |        |
| 7        | 꿈속의 아기요정           | 윤세미 | 윤세미                       | 전보경, 김예리, 백승훈, 정다운, 김우림 (서울 자운초등학교 6학년 외)                                                   |        |
| 8        | 초생달                    | 이슬기 | 주유미                       | 조연정(서울 계성초등학교 5학년)                                                                                       | 대상   |
| 9        | 날고 싶어요               | 김형주 | 드미트리 로카렌코프 (노승민) | 정빛나, 서보경, 이은혜, 민혜지, 차예원, 백슬기, 배건호, 오서윤 (부산 동주초등학교 6학년 외)                           |        |
| 10       | 산골학교                  | 이성관 | 김희정                       | 이이슬, 이정은, 김아영, 정서연, 오태훈, 홍서윤, 박혜민, 박지해, 최서윤 (부산 일광초등학교 6학년 외)                   | 장려상 |
| 11       | 비 온 날의 풍경           | 현혜수 | 김신혜                       | 이수현(서울 계성초등학교 5학년)                                                                                       | 은상   |
| 12       | 나무가 무슨 생각을 하는지 | 유경환 | 이은정                       | 이소진(부산 남성초등학교 4학년)                                                                                       |        |
| 13       | 여름썰매                  | 김정녀 | 김정녀                       | 노래패 예쁜아이들 가승진, 최수정, 박수진, 김자은, 김태림, 정지윤, 홍수연, 이재린, 강소정 (안양 귀인초등학교 6학년 외) | 장려상 |
| 14       | 나의 소망                 | 한예찬 | 류정식                       | 황현한(부산 좌동초등학교 6학년)                                                                                       | 동상   |
| 15       | 비오는 날 친구들과        | 정보형 | 정보형                       | 윤현정, 최예은, 신희범, 신유석, 김완기, 전유민, 장은영 (부천 부흥초등학교 5학년 외)                                   | 인기상 |

### 2004년
- 개요

우리동요 탄생 80주년 기념특집으로 진행되었으며, 우수가창상이 신설되었다. 
방영일 : 2004년 5월 5일 (수) 오후 03:00 [생방송]

장소: 호암아트홀

사회: 박준형, 서민정 

심사위원 :

김공선 (동요작곡가)

김창완 (작곡가.가수)

석문주 (경인교육대 음악교육과 교수)

윤학원 (월드비전 선명회 어린이합창단 음악감독)

임형주 (팝페라 가수)

우종범 (MBC라디오 본부장)

서울맹학교 초등부 어린이 - 인기상심사

시상내용 : 

대 상 1팀 - 상금 300만원, 상패

금 상 1팀 - 상금 200만원, 상패

은 상 1팀 - 상금 150만원, 상패

동 상 1팀 - 각각 상금 100만원, 상패

장 려 상 3팀 - 각각 상금 50만원, 상패

우수가창상 1팀 - 상금 50만원, 상패(중복수상 가능)

인 기 상 1팀 - 상금 50만원, 상패(중복수상 가능)

참가팀 : 총 350여곡이 예선을 거쳐 결선에 15곡이 오름(평균 경쟁률 23.33대 1).

| 참가번호 | 곡명               | 작사   | 작곡   | 가창자 | 비고               |
| -------- | ------------------ | ------ | ------ | --- | ------------------ |
| 1        | 새짝꿍             | 이복자 | 이성복 | 정다울(서울 언주초등학교 5학년)                                                                                     | 동상               |
| 2        | 우리집 귀염둥이    | 손정우 | 손정우 | 노래패 예쁜아이들 홍제희, 홍진표, 홍수연, 윤희진, 강소정, 김재원 (서울 중대부속초등학교 6학년 외)                   |                    |
| 3        | 달콤한 맛단지      | 유영미 | 이기경 | 이규빈(서울 청원초등학교 1학년)                                                                                     | 은상               |
| 4        | 과일의 합창소리    | 김종영 | 신나래 | 신희범(서울 신목초등학교 5학년) 윤나효(서울 윤중초등학교 5학년)                                                     | 장려상, 인기상     |
| 5        | 할머니 생신 선물   | 김성희 | 김성희 | 강수빈(부산 명진초등학교 3학년)                                                                                     | 장려상             |
| 6        | 반딧불이           | 이슬기 | 이성동 | 장현정(서울 고명초등학교 5학년)                                                                                     | 금상               |
| 7        | 소라가 되고 싶다   | 김종영 | 김남삼 | 이혜진(서울 화랑초등학교 5학년)                                                                                     | 장려상, 우수가창상 |
| 8        | 갯벌 친구들        | 이성관 | 류정식 | 한원희, 김명주, 한다희, 이보현, 이정윤, 양사인, 신승준, 전화영, 임채훈, 송민화, 조민희 (부산 상당초등학교 6학년 외) |                    |
| 9        | 사진속의 내모습    | 채정순 | 정재원 | 남윤지(서울 대현초등학교 6학년)                                                                                     |                    |
| 10       | 그림 속 풍경       | 김종영 | 조경찬 | 박지은(경남 김해 삼방초등학교 5학년)                                                                                |                    |
| 11       | 여름 도화지        | 김종영 | 김형자 | 신선아(전북 전주교대부설초등학교 6학년)                                                                             |                    |
| 12       | 빗방울처럼         | 안진현 | 안진현 | 김다은, 김도현, 오서윤, 김소정, 차예원, 임재훈, 서보경 (부산 대교초등학교 5학년 외)                                 |                    |
| 13       | 마음이 자라는 나라 | 김종영 | 서지혜 | 이소진(부산 남성초등학교 5학년)                                                                                     |                    |
| 14       | 할미꽃             | 이은혜 | 이은혜 | 박예니(부산 신곡초등학교 6학년)                                                                                     |                    |
| 15       | 맷돌               | 김종영 | 홍재근 | 신재은(서울 대곡초등학교 4학년)                                                                                     | 대상               |

### 2005년
- 개요

본선에 오른 한 팀이 개인적인 사정으로 참가를 포기함으로써 14팀이 본선 경합을 펼치게 되었다.
방영일 : 2005년 5월 5일 (목) 오후 03:00 [생방송]

장소: 호암아트홀

사회: 서경석, 정려원, 이영유, 박지빈 

심사위원 :

김현철 (가수)

임은주 (예원학교 음악부장)

김선경 (뮤지컬 배우)

윤석화 (연극배우)

이계석 (동요작곡가)

정찬형 (MBC 라디오본부장)

새터민 어린이들 - 인기상 심사

시상내용 : 

대 상 1팀 - 상금 300만원, 상패

금 상 1팀 - 상금 200만원, 상패

은 상 1팀 - 상금 150만원, 상패

동 상 1팀 - 각각 상금 100만원, 상패

장 려 상 3팀 - 각각 상금 50만원, 상패

우수가창상 1팀 - 상금 50만원, 상패(중복수상 가능)

인 기 상 1팀 - 상금 50만원, 상패(중복수상 가능)

참가팀 : 예선에 거쳐 결선에 14곡이 오름.

| 참가번호 | 곡명                 | 작사   | 작곡   | 가창자                                                                                              | 비고             |
| -------- | -------------------- | ------ | ------ | --------------------------------------------------------------------------------------------------- | ---------------- |
| 1        | 우리집 강아지 행복이 | 이혜정 | 이혜정 | 김기영(대구 지산초등학교 5학년)                                                                     |                  |
| 2        | 전자계산기           | 김 현  | 박미진 | 김우린(서울 상천초등학교 5학년)                                                                     |                  |
| 3        | 숨은 그림 찾기       | 이경희 | 이경희 | 신선호, 송유라, 구하영, 임가영, 정혜원, 김수현, 최연수 (서울 계성초등학교 5학년 외)                 |                  |
| 4        | 비눗방울             | 장희웅 | 장욱조 | 임그리나(경기 고양 덕이초등학교 6학년)                                                              |                  |
| 5        | 엄마 아빠 사랑해요   | 김성윤 | 제갈현 | 김성윤(경기 수원 중앙기독초등학교 4학년)                                                            | 장려상           |
| 6        | 하늘 땅 별 땅        | 구경모 | 박이연 | 이미소(서울 면중초등학교 4학년)                                                                     |                  |
| 7        | 봄이 오는 소리       | 김형주 | 이철희 | 이유민, 김도현, 황신비(부산 해강초등학교 5학년) 이영인(부산 민락초등학교 6학년)                     | 금상             |
| 8        | 하얀 찔레꽃          | 이성동 | 이명호 | 김예슬(서울 고덕초등학교 4학년)                                                                     | 은상, 우수가창상 |
| 9        | 자전거를 타고        | 김형주 | 오희섭 | 예시은, 백주희, 박선영, 박지영, 노은경, 김기홍, 이하영, 이신영 (부산 동래초등학교 외)               | 장려상           |
| 10       | 커다란 사랑          | 김형주 | 김형주 | 박현제(부산 해강초등학교 6학년)                                                                     | 장려상           |
| 11       | 나무비               | 윤세미 | 윤세미 | 조민지(서울 자운초등학교 6학년)                                                                     |                  |
| 12       | 엄마 미안해요        | 이지해 | 허미경 | 이승연, 민다솜, 김조은, 김윤아, 김민지, 정예은, 김지혜 (경기 성남 서당초등학교 4학년 외)            | 인기상           |
| 13       | 행복을 주는 해님     | 이경애 | 이상옥 | 김유정(서울 상명대부속초등학교 6학년)                                                               | 동상             |
| 14       | 함께 걸어 좋은 길    | 이경애 | 정보형 | 이주연, 김예빈, 류혜란, 박소연, 공정빈, 이종현, 김수진, 이지윤 (부산 남문초등학교, 봉래초등학교 외) | 대상             |

### 2006년
방영일 : 2006년 5월 5일 (금) 오후 04:00 [녹화방송 (4월 28일 오후 05:00)]

장소: 금강산관광지구 온정각 야외무대 (조선민주주의인민공화국, 강원도 고성군 고성읍 일대)

사회:  신동호, 윤은혜

심사위원 :

엄정행 (성악가)

이지영 (성악가)

임진모 (음악평론가)

전제덕 (시각장애인 재즈 하모니카 뮤지션)

정찬형 (MBC 라디오 본부장)

특별 초청된 실향민 가족 (명예 심사위원) - 인기상 및 우수가창상 심사

시상내용 : 

대 상 1팀 - 상금 500만원, 상패

금 상 1팀 - 상금 300만원, 상패

은 상 1팀 - 상금 200만원, 상패

동 상 1팀 - 각각 상금 150만원, 상패

우수가창상 1팀 - 상금 100만원, 상패(중복수상 가능)

인 기 상 1팀 - 상금 100만원, 상패(중복수상 가능)

참가팀 : 약 300여곡의 예선에 거쳐 결선에 10곡이 오름.

| 참가번호 | 곡명          | 작사   | 작곡   | 가창자 | 비고             |
| -------- | ------------- | ------ | ------ | --- | ---------------- |
| 1        | 꽃잎 날개     | 최지희 | 이우영 | 이혜수(경기 고양 문촌초등학교 5학년) |                  |
| 2        | 별나라 별빛   | 이슬기 | 손정아 | 신유섭(경기 부천 부흥초등학교 6학년) |                  |
| 3        | 우리는 하나   | 김성진 | 제갈현 | 박정선(경기 용인 토월초등학교 4학년), 김선영(경기 용인 성복초등학교 4학년), 김성윤(경기 수원 중앙기독초등학교 5학년), 조윤지(경기 용인 수지초등학교 5학년)                                           |                  |
| 4        | 단오날        | 김경희 | 오희섭 | 박찬우(부산 해강초등학교 5학년) | 동상, 우수가창상 |
| 5        | 놀라운 솜씨   | 한예찬 | 이기경 | 이규빈(경기 의정부 호암초등학교 3학년) | 인기상           |
| 6        | 아기단풍      | 김명희 | 윤영신 | 이소윤(경기 가평 청평초등학교 6학년) | 은상             |
| 7        | 콩콩콩콩      | 김옥순 | 임수연 | 김기혁(인천 심곡초등학교 3학년) |                  |
| 8        | 그날을 위해   | 석광희 | 석광희 | 이주연(부산 남문초등학교 5학년) 최서윤(부산 해송초등학교 6학년) | 대상             |
| 9        | 나만의 것     | 이근호 | 이근호 | 김도현(경기 용인 이현초등학교 5학년) |                  |
| 10       | 내친구 금강이 | 이미화 | 이미화 | 박서경(서울 구룡초등학교 4학년), 문수연(서울 중마초등학교 4학년), 이주현(서울 개포초등학교 6학년), 박해리(서울 대모초등학교 5학년), 김성원(서울 대모초등학교 5학년), 김수현(서울 일원초등학교 3학년) | 금상             |

### 2007년
방영일 : 2007년 5월 5일 (토) 오전 09:50 [녹화방송 (5월 2일 오후 05:00)]

장소: 서울 올림픽공원 올림픽홀

사회: 박명수, 박정아

심사위원 :

구천(한국 합창 총연합회 이사장, 지휘자)

진동주(서울 교동초등학교 교장, 동요 작곡가)

노영심(동요 작곡가)

조효임(서울 교육 대학교 음악 교육과 교수)

정찬형(MBC 라디오 본부장)

어린이 심사위원(한국 스카우트 서울북부연맹 스카우트 대원) - 인기상 심사

시상내용 : 

대 상 1팀 - 상금 500만원, 상패

금 상 1팀 - 상금 300만원, 상패

은 상 1팀 - 상금 200만원, 상패

동 상 1팀 - 각각 상금 100만원, 상패

인 기 상 1팀 - 상금 100만원, 상패(중복수상 가능)

참가팀 : 예선에 거쳐 본선에 9곡이 오름.

| 참가번호 | 곡명               | 작사   | 작곡   | 가창자 | 비고         |
| -------- | ------------------ | ------ | ------ | --- | ------------ |
| 1        | 내 동생 참새래요   | 김영애 | 김영애 | 강세나(충북 증평초등학교 5학년) | 장려상       |
| 2        | 아기 게 세상구경   | 김종영 | 류정식 | 송다원(경기 성남 탄천초등학교 6학년), 성시원(경기 성남 탄천초등학교 3학년) 김재원(쿠알라룸프루 국제학교 6학년), 김재은(쿠알라룸프루 국제학교 3학년) 조다혜(서울 구룡초등학교 6학년), 최은지(서울 구룡초등학교 4학년) 조다은(서울 구룡초등학교 2학년), 안재경(서울 포이초등학교 4학년) 안희성(서울 대도초등학교 2학년) | 동상         |
| 3        | 노을과 세발 자전거 | 김정녀 | 김정녀 | 문수연(서울 중마초등학교 5학년) | 장려상       |
| 4        | 참 좋은 말         | 김완기 | 장지원 | 강 윤(경남 김해 경운초등학교 1학년) | 대상         |
| 5        | 더위를 피하는 방법 | 동수연 | 동수연 | 박예린(경기 용인 상현초등학교 6학년), 박세린(경기 용인 상현초등학교 3학년) 김민경(경기 용인 서원초등학교 5학년), 조아란(경기 용인 수지초등학교 4학년) 송우미(경기 성남 신기초등학교 6학년), 임선민(경기 성남 초림초등학교 3학년)                                                                                      | 장려상       |
| 6        | 소낙비 친구        | 곽진영 | 이은수 | 성민호(서울 창일초등학교 6학년) | 금상         |
| 7        | 아기 고양이        | 김정녀 | 이현진 | 이규빈(경기 의정부 호암초등학교 4학년) | 장려상       |
| 8        | 빗방울 연주        | 허정윤 | 허수현 | 남희정(서울 학동초등학교 6학년), 김경민(서울 서정초등학교 5학년) 김수진(서울 충암초등학교 6학년), 최수진(인천 미산초등학교 6학년) 유경현, 홍제윤(이상 서울 은석초등학교 6학년) | 은상, 인기상 |
| 9        | 별빛의 꿈          | 한예찬 | 이수하 | 장윤영(경기 성남 내정초등학교 5학년) | 장려상       |

### 2008년
방영일 : 2008년 5월 5일 (월) 오후 05:00 [생방송]

장소: 일산 MBC 드림센터

사회: 오상진, 옥주현

심사위원 :

정윤환(숭의여대 유아음악과 교수)

김인혜(서울대 성악과 교수)

이승환(작곡가, 가수)

이희아(피아니스트)

김정수(MBC 라디오 본부장)

장기범(서울교대 교수)

시상내용 : 

대 상 1팀 - 상금 500만원, 상패

금 상 1팀 - 상금 300만원, 상패

은 상 1팀 - 상금 200만원, 상패

동 상 1팀 - 각각 상금 100만원, 상패

네티즌인기상 1팀 - 상금 100만원, 상패(중복수상 가능)

참가팀 : 397곡이 응모하여 예선에 거쳐 본선에 10곡이 오름(평균 경쟁률 39.7).

| 참가번호 | 곡명                    | 작사     | 작곡   | 가창자 | 비고         |
| -------- | ----------------------- | -------- | ------ | --- | ------------ |
| 1        | 즐거운 학교 행복한 학교 | 김영좌   | 윤학준 | 유서영(경기 안산 시곡초등학교 6학년), 원유리(경기 안산 시곡초등학교 5학년), 주혜린(경기 안산 시곡초등학교 5학년), 김서연(경기 안산 화랑초등학교 3학년), 이혜랑(경기 안산 화랑초등학교 3학년), 허 정(경기 안산 화랑초등학교 3학년), 장혜리(경기 안산 화랑초등학교 2학년), 강다연(경기 안산 시곡초등학교 2학년), 이 은(경기 안산 화랑초등학교 2학년)       | 동상         |
| 2        | 꿈꾸는 발레리나         | 김드리   | 김드리 | 최여완(경기 안산 시곡초등학교 4학년) |              |
| 3        | 별빛 가득한 밤          | 채기병   | 채기병 | 서재희(경기 고양 신일초등학교 6학년) | 은상         |
| 4        | 바람개비 언덕           | 정수은   | 최아람 | 임형민(경남 김해 봉황초등학교 6학년) 유성호(경남 김해 가야초등학교 5학년) | 네티즌인기상 |
| 5        | 빗자루 여행             | 김원겸   | 이은정 | 장윤영(경기 성남 내정초등학교 6학년) |              |
| 6        | 숲속의 아침             | 문원자   | 김세은 | 박재연(경기 성남 분당초등학교 4학년), 곽민주(서울 송파초등학교 4학년), 이다정(경기 성남 매송초등학교 4학년), 박세린(경기 용인 상현초등학교 4학년), 원승현(경기 성남 양영초등학교 5학년), 엄지원(경기 성남 분당초등학교 2학년) |              |
| 7        | 어느 봄 날              | 황베드로 | 정희선 | 김선진(서울 한양초등학교 4학년) | 대상         |
| 8        | 그네타기                | 김지원   | 김지원 | 김영빈(울산 성안초등학교 5학년) |              |
| 9        | 먼저 사과할 수 있어요   | 김은혜   | 이혜진 | 서지혜(서울 장평초등학교 2학년) |              |
| 10       | 꿈의 나침반             | 이근호   | 이근호 | 현울림 중창단 김수연(경기 용인 상현초등학교 5학년), 박정선(경기 용인 토월초등학교 6학년), 김민경(경기 용인 서원초등학교 6학년), 오연수(서울 봉현초등학교 5학년), 송채영(경기 안산 양지초등학교 4학년), 이유진(서울 봉현초등학교 4학년), 박미령(경기 수원 명당초등학교 4학년), 한인혜(경기 수원 소화초등학교 4학년), 박세원(경기 용인 서원초등학교 4학년) | 금상         |

### 2009년
방영일 : 2009년 5월 5일 (화) 오전 09:30 [녹화방송 - 녹화일 5월 3일(일) 오후 6시]

장소: 일산 MBC 드림센터

사회: 태연, 김신영

심사위원 :

유병무(작곡가)

윤종신(가수, 프로듀서)

이명규(경인교대 음악교육과 교수)

이소정(보컬리스트)

진동주(서울 교동초등학교 교장, 작곡가(11회 푸른산 푸른들 금상))

서경주(MBC 라디오 본부장)

시상내용 : 

대 상 1팀 - 상금 300만원, 상패

금 상 1팀 - 상금 200만원, 상패

은 상 1팀 - 상금 150만원, 상패

동 상 1팀 - 각각 상금 100만원, 상패

네티즌인기상 1팀 - 상금 70만원, 상패(중복수상 가능) 

참가팀 : 예선을 거쳐 본선에 10곡이 오름.

| 참가번호 | 곡명              | 작사   | 작곡   | 가창자 | 비고         |
| -------- | ----------------- | ------ | ------ | --- | ------------ |
| 1        | 내가 만드는 노래  | 전선   | 전선   | 현울림 중창단 박인영(경기 수원 중앙기독초등학교 5학년), 김소현(경기 용인 정평초등학교 5학년) 권유빈(경기 용인 상현초등학교 5학년), 이유진(서울 봉현초등학교 5학년) 김다인(서울 서원초등학교 3학년), 신하늘(경기 용인 석성초등학교 3학년) 김송희(서울 봉현초등학교 2학년)                                              |              |
| 2        | 병아리 교실       | 정수은 | 허복남 | 이하경(경남 김해 분성초등학교 1학년) | 네티즌인기상 |
| 3        | 달팽이와 굼뱅이   | 김정녀 | 정우령 | 이아라(대구 경북대 사범대학 부설초등학교 3학년) 심경민(대구 동일초등학교 3학년) |              |
| 4        | 아빠 사랑해요     | 조은별 | 정재원 | 엄지원(경기 성남 분당초등학교 3학년) | 대상         |
| 5        | 호호하하 하하호호 | 김원겸 | 이은정 | 해맑은 아이들 장오은(경기 성남 내정초등학교 5학년), 최은지(서울 구룡초등학교 6학년) 안재경(서울 포이초등학교 6학년), 강주은(서울 문정초등학교 5) 박정민(경기 성남 내정초등학교 5), 조다은(서울 구룡초등학교 4학년) 인지예(경기 화성 예당초등학교 4학년)                                                               |              |
| 6        | 두껍아 두껍아     | 박수진 | 김애경 | 반창엽(서울 교대부설초등학교 6학년) | 금상         |
| 7        | 아기콩            | 이연주 | 이연주 | 박서진(경기 고양 화정초등학교 2학년) | 은상         |
| 8        | 꽃게우정          | 정수은 | 임수연 | 동요랑이 중창단 이예원(서울 중마초등학교 3학년), 김수현(서울 잠일초등학교 6학년), 최은혜(서울 대왕초등학교 6학년) 박리나(서울 구룡초등학교 5학년), 서정인(서울 중마초등학교 5학년), 문지연(서울 중마초등학교 5학년) 김서현(서울 중마초등학교 5학년), 박채빈(서울 일원초등학교 3학년), 원예은(서울 구룡초등학교 2학년) | 동상         |
| 9        | 작은 행복 그리기  | 황은미 | 정연호 | 김이영(서울 왕북초등학교 4학년) |              |
| 10       | 도토리야          | 이복자 | 유재봉 | 귀여운 아이들 문정원(부산 교대부설초등학교 5학년), 윤소연(부산 교대부설초등학교 4학년), 장진영(부산 용문초등학교 5학년) 황영인(부산 광남초등학교 4학년), 김규리(부산 해강초등학교 3학년), 엄승경(부산 동성초등학교 3학년) 노권예(부산 동성초등학교 3학년), 신가현, 엄서현(이상 유치부)                                |              |

### 2010년
방영일 : 2010년 5월 5일 (수) 오후 05:00 [생방송]

장소 : 구 여의도 MBC 방송센터 공개홀 (현 여의도 브라이튼 오피스텔)

사회 : 신동, 아이유

심사위원 :

조효임(서울교대 음악교육과 교수)

김현철(가수, 작곡가)

유병무(코리아 남성 합창단 지휘자)

이강산(동요 작곡가, 9회 하늘나라 동화/10회 화가 수상자)

서경주(MBC 라디오 본부장)

시상내용 : 

대 상 1팀 - 상금 300만원, 상패

금 상 1팀 - 상금 200만원, 상패

은 상 1팀 - 상금 150만원, 상패

동 상 1팀 - 각각 상금 100만원, 상패

네티즌인기상 1팀 - 상금 70만원, 상패(중복수상 가능)

참가팀 : 예선에 거쳐 본선에 10곡이 오름.

| 참가번호 | 곡명                          | 작사     | 작곡     | 가창자 | 비고         |
| -------- | ----------------------------- | -------- | -------- | --- | ------------ |
| 1        | 콩닥콩닥 두근두근             | 이복자   | 김진숙   | 최승혁(경기 안양 비산초등학교 3학년) 이윤서(경기 안양 부안초등학교 4학년) |              |
| 2        | 우리는 친구                   | 김가나다 | 김가나다 | 유승미(경남 양산 황산초등학교 5학년) |              |
| 3        | 불룩불룩 빗소리               | 채정미   | 류정식   | 해맑은 아이들 박정민, 장오은(경기 성남 내정초등학교 6학년), 조다은(서울 구룡초등학교 5학년) 박소현(서울 포이초등학교 4학년), 이다훈(경기 성남 매송초등학교 1학년) 김나영(서울 잠원초등학교 1학년), 윤지현(서울 조원초등학교 1학년) |              |
| 4        | 땅콩                          | 전선     | 전선     | 김송희(서울 봉현초등학교 3학년) | 은상         |
| 5        | 봄날의 꽃잎과 하늘의 구름처럼 | 이민정   | 오선화   | 정채원(경기 안양 부흥초등학교 6학년) | 금상         |
| 6        | 지각이다                      | 최윤정   | 유승훈   | 꿈을 그리는 소리요정 여희진(충북 청주 남평초등학교 6학년), 성영민, 박예인, 윤가희(이상 충북 청주 남평초등학교 5학년) 목영준(충북 청주 남평초등학교 3학년), 주예진(충북 청주 성화초등학교 5학년) 추창우(충북 청주 산성초등학교 4학년), 정유진(충북 청주 남성초등학교 4학년) 이예진(충북 청주 한벌초등학교 4학년), 이하경(충북 청주 동주초등학교 3학년)) | 네티즌인기상 |
| 7        | 안녕하세요, 고맙습니다        | 홍정화   | 염경아   | 이지아(부산 동래초등학교 4학년) |              |
| 8        | 처음 자전거 타던 날           | 이수영   | 차혜원   | 원현식(경기 안산 시곡초등학교 1학년) |              |
| 9        | 바람이야기                    | 한예찬   | 정희선   | 노주영(경기 수원 신성초등학교 5학년) | 동상         |
| 10       | 왜 이렇게 덥지?               | 김정녀   | 김정녀   | 아리새 중창단 권수민(서울 왕북초등학교 5학년), 장민준(경기 성남 복정초등학교 5학년) 최선아(서울 왕북초등학교 5학년), 정소현(경기 안양 희성초등학교 6학년) 권수현, 최승연, 박예원(이상 서울 왕북초등학교 4학년), 장예서(서울 도곡초등학교 4학년) | 대상         |

## "아빠 힘내세요" 표절 시비로 인한 손해배상 소송
제15회 MBC 창작동요제에서 당시 입선작인 "아빠 힘내세요"는 대회에 입선한 지 15년 만인 2012년에 표절 시비 논란이 발생하여 손해배상 청구 소송이 있었다. 2014년 5월 14일에 법원 1심과 항소심 모두 표절이 아니라는 판결을 받고, 2015년 6월 2일에 대법원에서도 표절이 아니라는 확정 판결을 받음으로써 표절 시비 논란에서 완전히 벗어나게 됐다.

## 같이 보기
국내
- MBC 대학가요제
- MBC 강변가요제
- KBS 초록동요제
- KBS 창작동요대회
- EBS 고운노래발표회
- 서덕출 창작동요제
- 고향의 봄 창작동요제
- 국악동요제
- 성남 박태현 전국 창작동요제
- 용인시 창작동요제
- 유니세프 국제어린이음악제 한국예선

국내외
- 전국동요가작콩쿠르 (일본)